# Instituto de Arte de Chicago

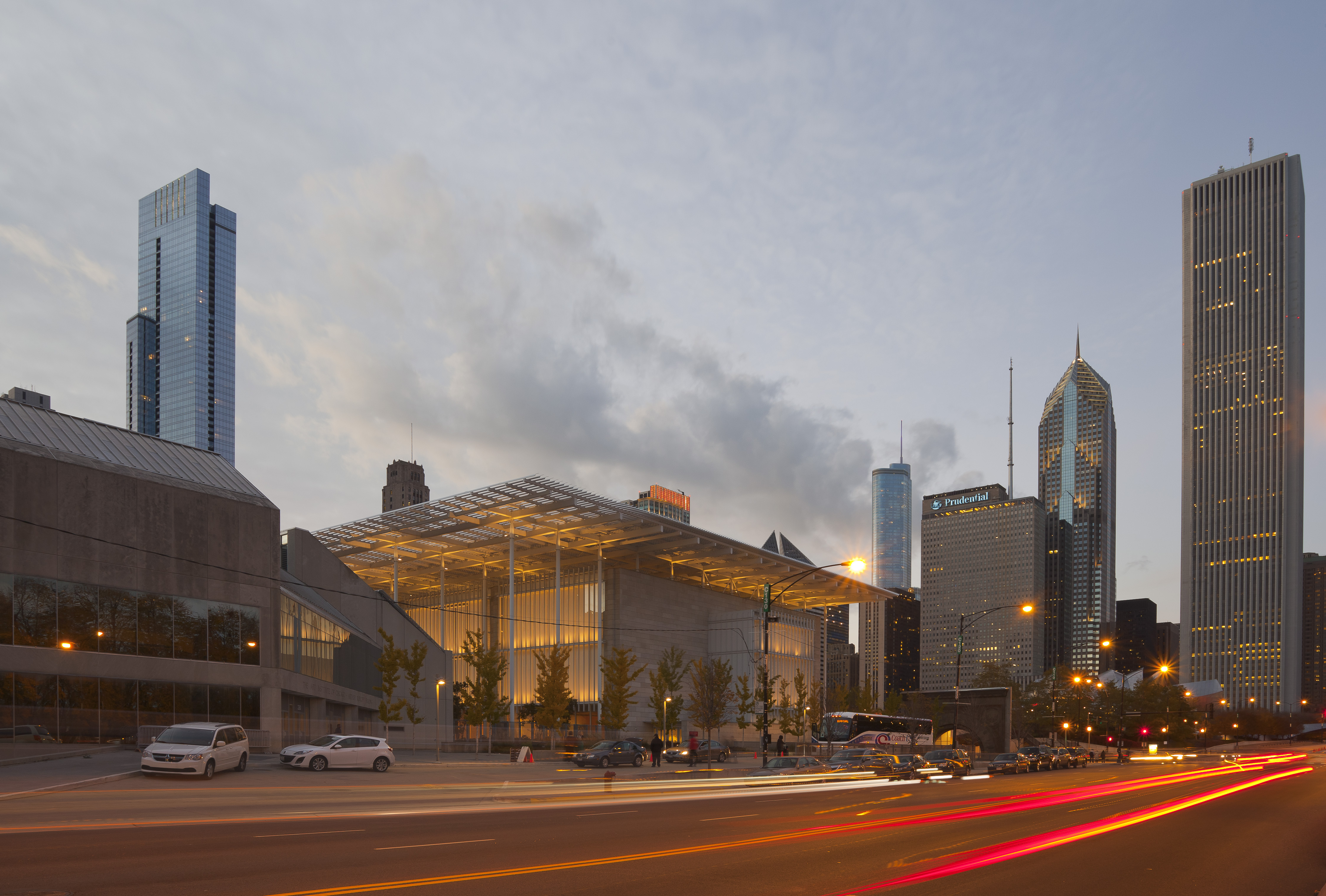
Ala moderna del Instituto.

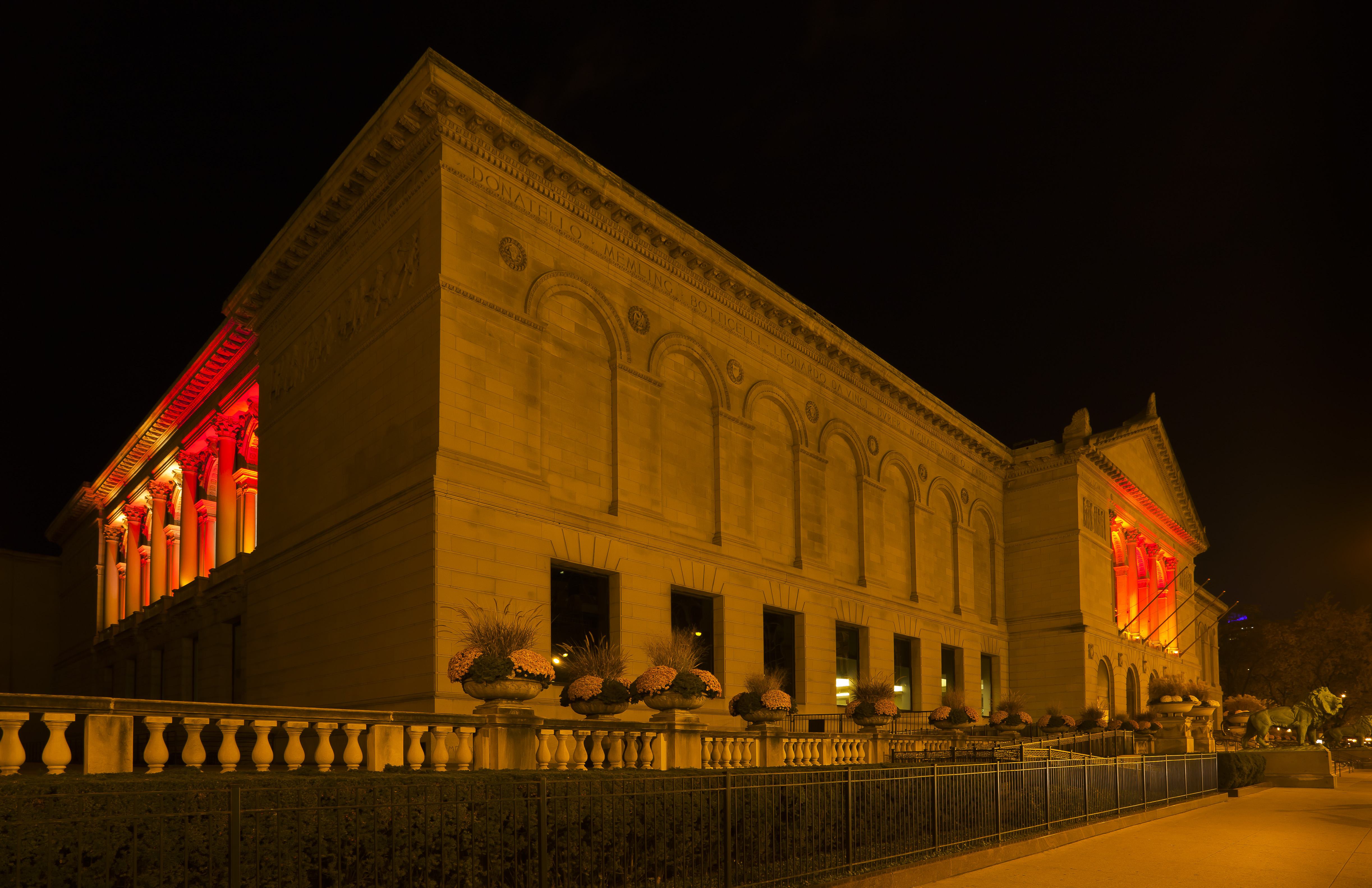
Vista nocturna.

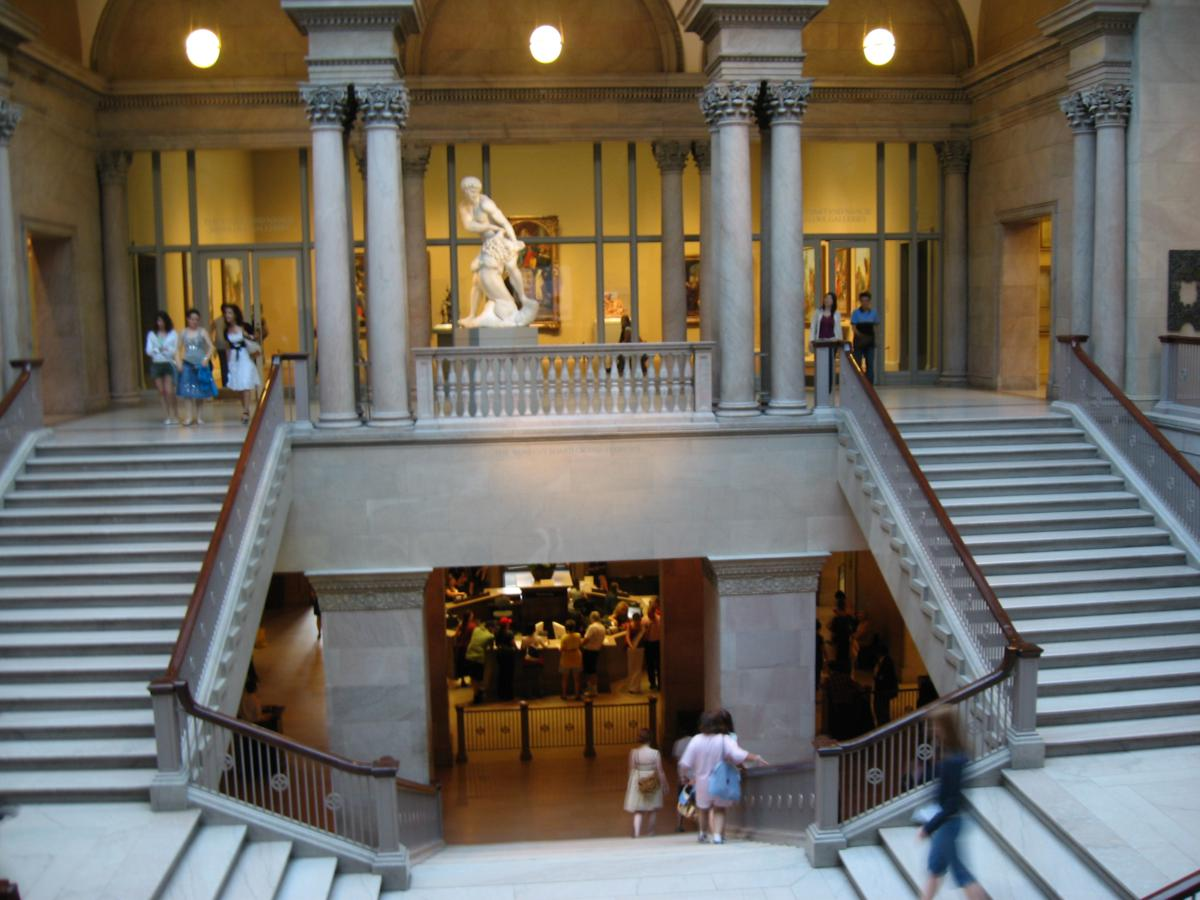
Escalera principal

El Instituto de Arte de Chicago es un museo y escuela de arte nortamericanos, situado en la avenida Míchigan junto al Grant Park, enfrente del lago Míchigan en Chicago, Estados Unidos. Es uno de los museos de arte más importantes del mundo y suele ser nombrado como uno de los tres principales de Estados Unidos, junto con el Metropolitan Museum de Nueva York y el Museo de Bellas Artes de Boston. Cuenta con una de las colecciones permanentes más importantes de cuadros del Impresionismo y Posimpresionismo del mundo.
Se fundó en 1879 y George Armour fue su primer presidente. En 1893 el museo se trasladó a un edificio de estilo renacentista diseñado por el estudio de arquitectura de Shepley, Rutan y Coolidge, de Boston. El edificio había sido construido para la Exposición Mundial Colombina, celebrada ese mismo año. La colección del museo se debe en una parte a las donaciones realizadas por familias adineradas como regalo a la ciudad de Chicago.
Las colecciones más significativas son las de pintura italiana, flamenca, holandesa y española. Algunos pintores famosos representados son El Greco, José de Ribera, Rembrandt y Frans Hals.

## La colección del museo
El museo es famoso principalmente por sus colecciones de arte impresionista, posimpresionista y de autores estadounidenses, aunque cuenta también con importantes pinturas a partir de la Edad Media. Entre las más antiguas destaca San Jorge matando al dragón, obra maestra de Bernat Martorell.
A partir del siglo XVI, sobresalen Fra Bartolommeo, Correggio y especialmente El Greco, con varios lienzos, entre los que destaca La Asunción de la Virgen, el primer cuadro de dicho artista que ingresó en un museo estadounidense, y aún hoy el más importante de ellos. Aquí se exhibe uno de los escasísimos bodegones de Juan Sánchez Cotán. Dentro de la pintura española, son igualmente importantes el Cristo crucificado de Zurbarán y la serie sobre El bandido Maragato de Goya. De Rubens hay varias obras, como una Sagrada Familia, y de Rembrandt destaca el Hombre con cadena de oro. 
La colección impresionista y posimpresionista es riquísima. Incluye más de 30 pinturas de Claude Monet, incluyendo una de su serie La estación de Saint-Lazare, seis de la de Almiares y algunas de Lirios de agua. Obras importantes de Renoir, tales como Almuerzo en el restaurante Fournaise y Dos hermanas (en la terraza), así como las de Paul Cézanne Los bañistas, Cesta de manzanas, y Señora Cézanne en una silla amarilla, están en la colección. En el Moulin rouge y El circo Fernando, de Henri de Toulouse-Lautrec son otras obras estelares, al igual que las obras de Seurat Tarde de domingo en la isla de Grande Jatte y de Gustave Caillebotte, Calle de París en día lluvioso.
Las pinturas no francesas que culminan la colección impresionista y del posimpresionismo incluyen una versión de El dormitorio en Arlés y Autorretrato de 1887 de Vincent van Gogh. 
La colección del siglo XX incluye el Viejo guitarrista, de la época azul de Picasso, un retrato del pintor malagueño pintado por Juan Gris, y dos inconfundibles obras de Salvador Dalí: el diseño original en gouache del Retrato de Mae West que puede utilizarse como apartamento surrealista, imagen de la cual derivó un famoso sofá en forma de labios; y el primer ejemplar de la icónica Venus de Milo con cajones (1936), hecho en escayola. El museo también cuenta con ejemplos de Kandinsky, Malevich, Modigliani, Henri Matisse, Giorgio de Chirico y muchos otros.
Entre los trabajos más importantes de la colección estadounidense está el cuadro de Grant Wood, American Gothic y el cuadro Noctámbulos (Nighthawks) de Edward Hopper, considerado su obra maestra y un icono de la cultura norteamericana.
Sin embargo, el museo tiene muchas más obras aparte de pinturas. Se pueden contemplar esculturas de todo el mundo. 
En el sótano están las salas Thorne. Hay miniaturas exactas que muestran estilos arquitectónicos, así como colecciones de muebles estadounidenses y europeos. También en el sótano están las galerías que exhiben la colección de fotografía. En la planta baja está la colección de George F. Harding, colección de armas y armaduras de la época medieval y renacimiento. 
La colección de cerámica precolombina es otra exhibición excepcional. 
Una atracción especial del museo es una estatua tangible para los ciegos y para los niños: un retrato facial expresivo de Juana de Arco.

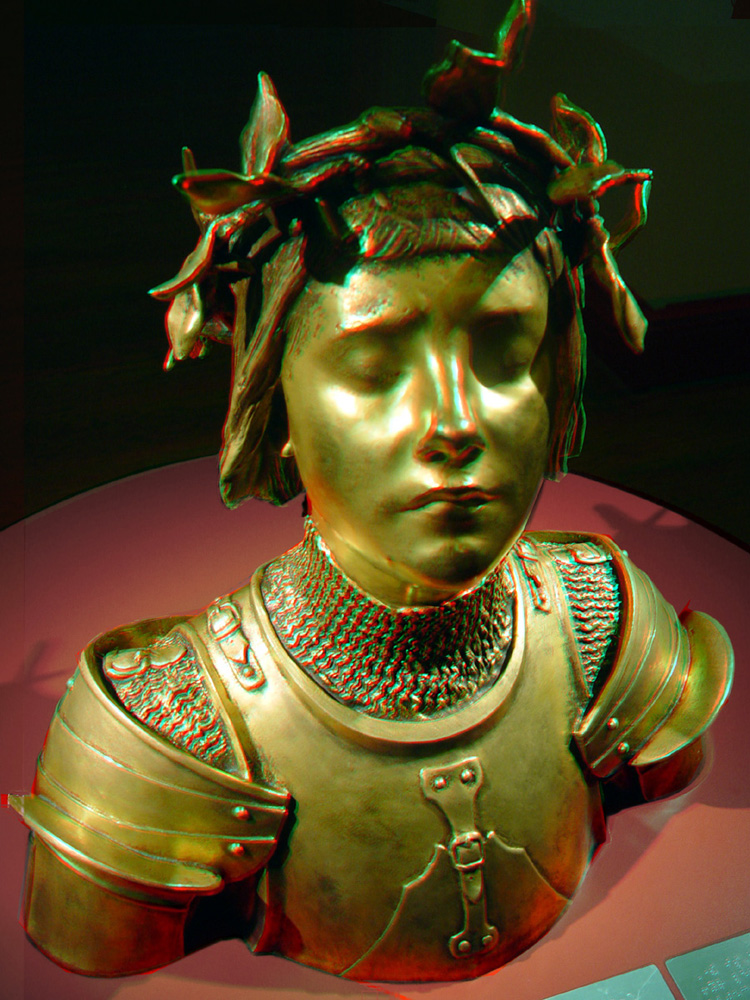
Busto de Juana de Arco que se puede tocar
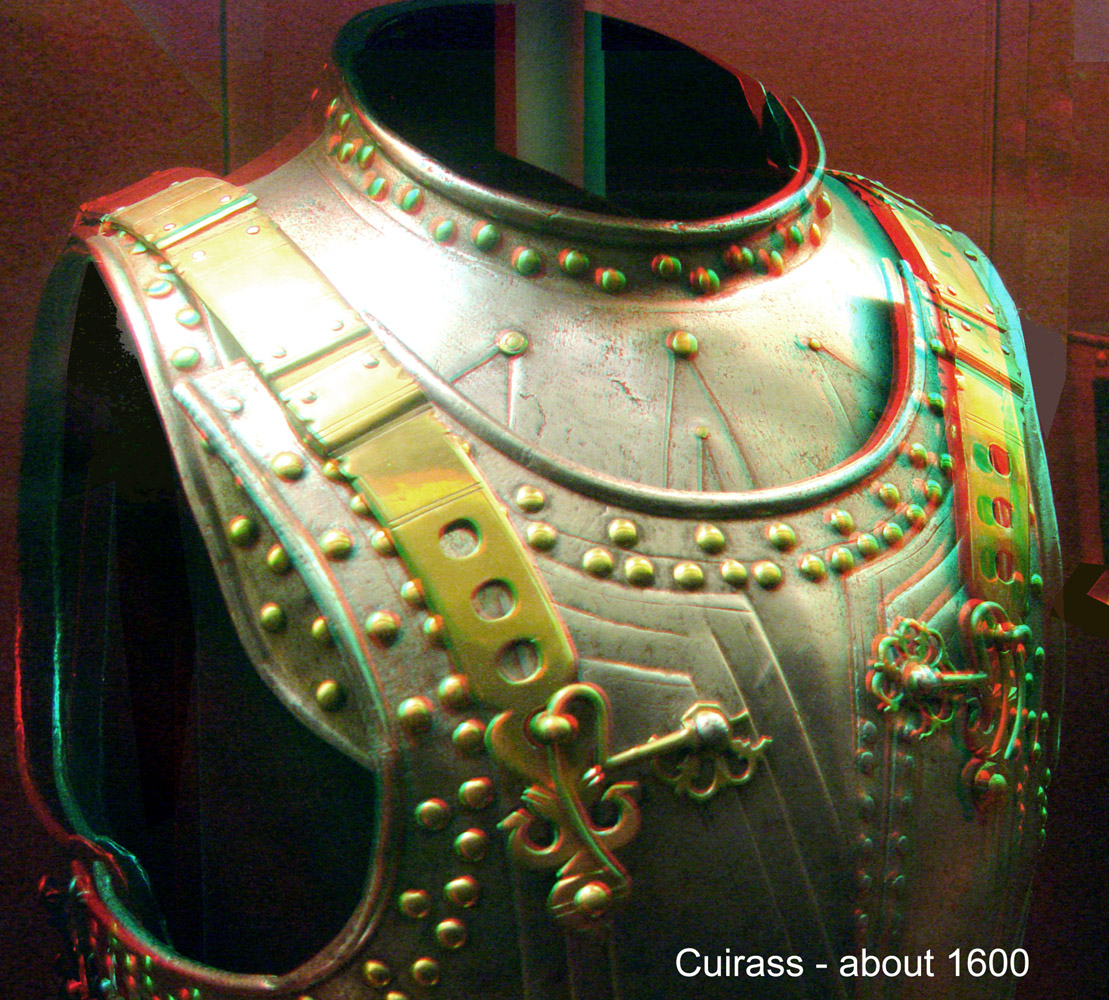
Imagen en tres dimensiones de una armadura

La famosa entrada occidental del museo, en la avenida Míchigan, está flanqueada por dos estatuas de bronce, dos leones creados por Edward L. Kemeys. Cuando un equipo de Chicago llega a los playoffs, a los leones se les viste con el uniforme del equipo. Justo dentro de las puertas se encuentra una reconstrucción de la sala del comercio de la antigua Bolsa de Chicago, diseñada por Louis Sullivan en 1894 y derruida en 1972. Las partes salvadas del edificio original se trajeron al museo.

## Galería de obras destacadas

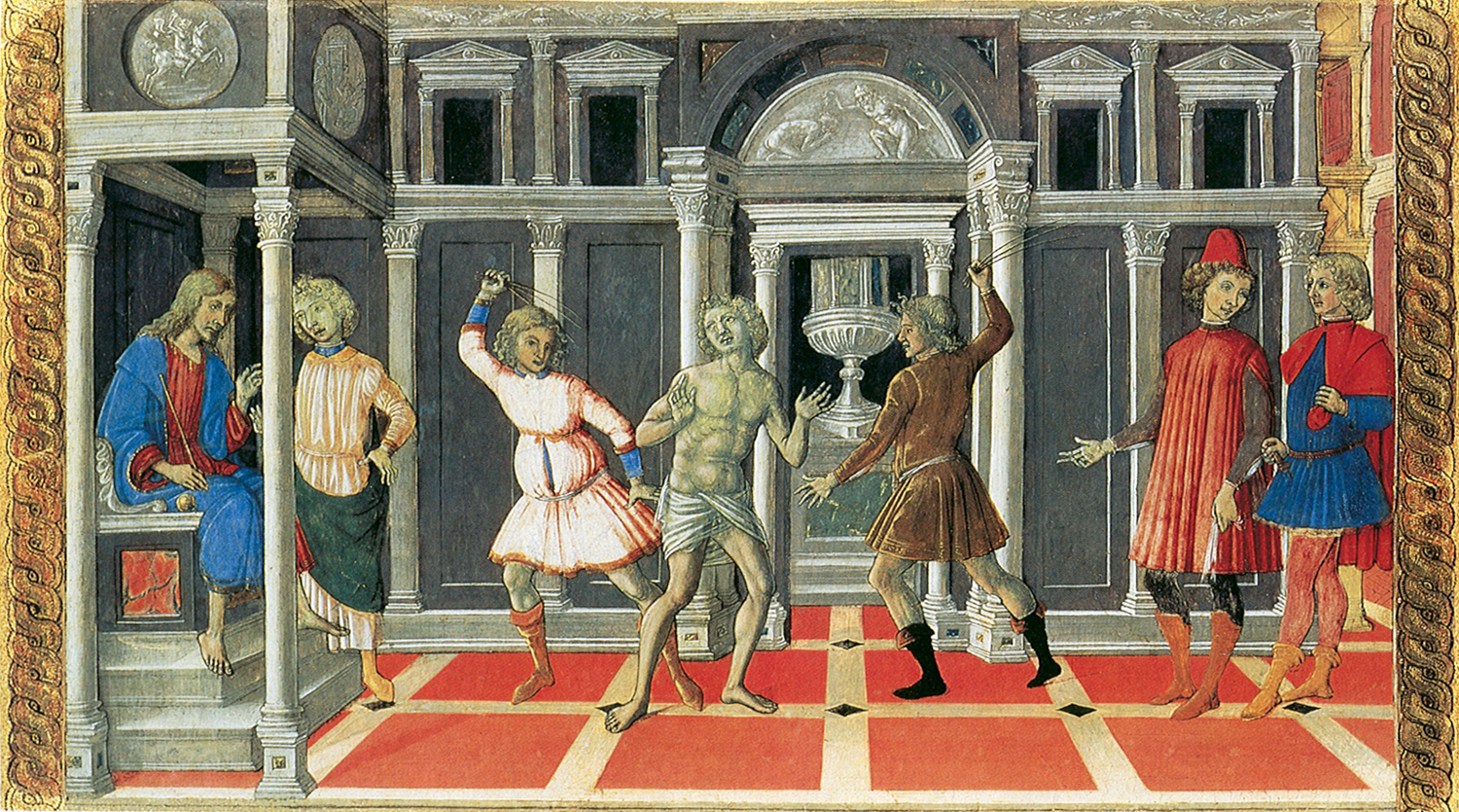
Matteo di Giovanni, Flagelación de san Jerónimo
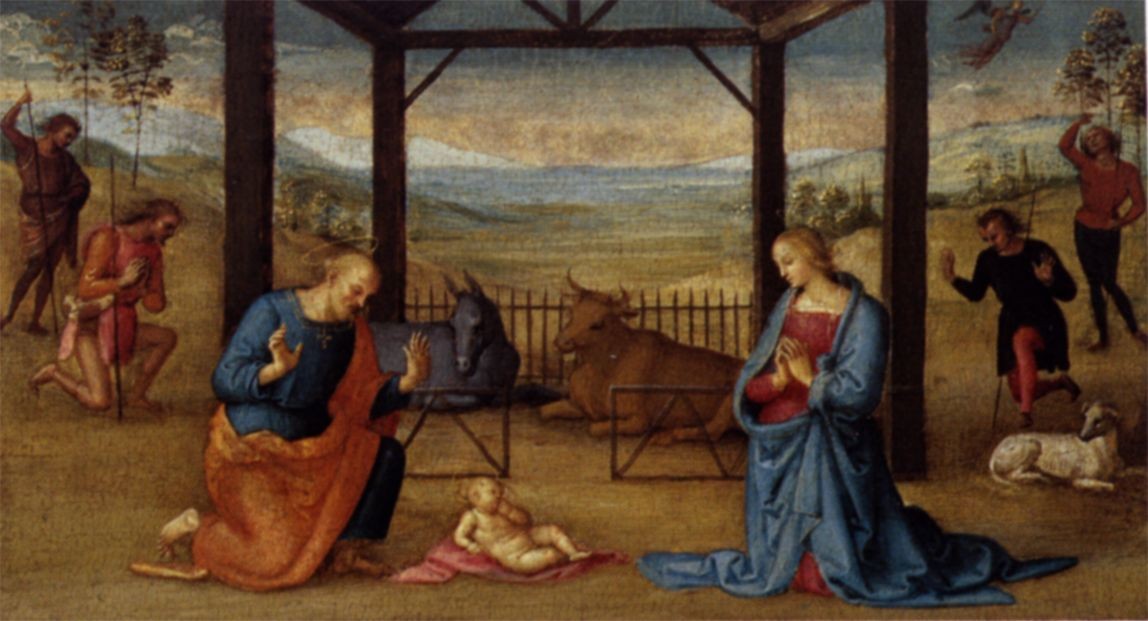
Perugino, Natividad
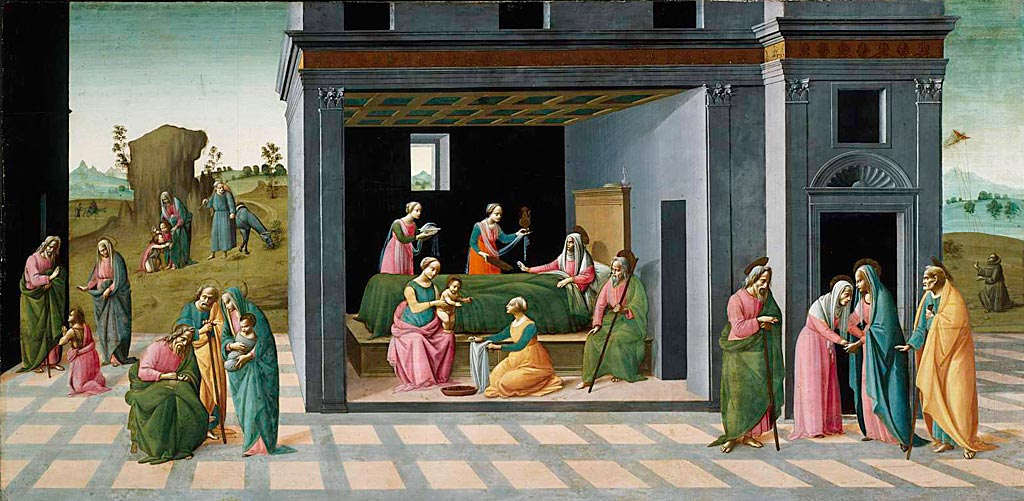
Bartolomeo di Giovanni, Escenas de la vida de san Juan Bautista
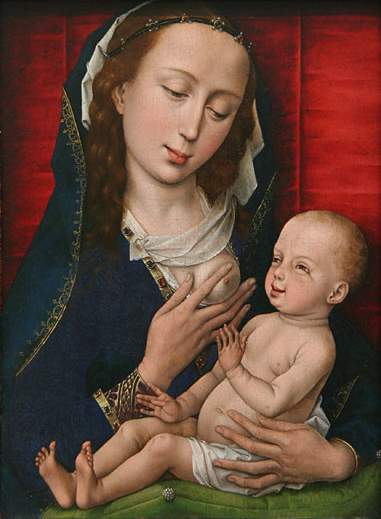
Rogier van der Weyden, Virgen con el Niño
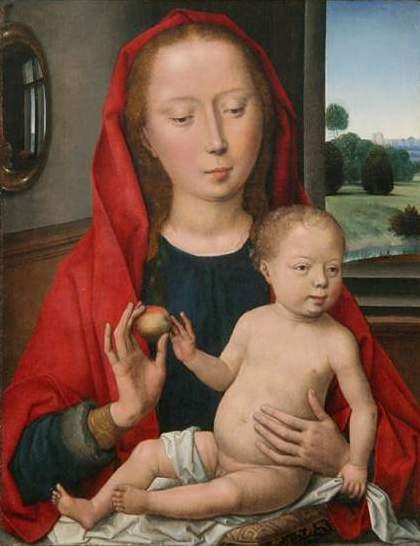
Hans Memling, Virgen con el Niño
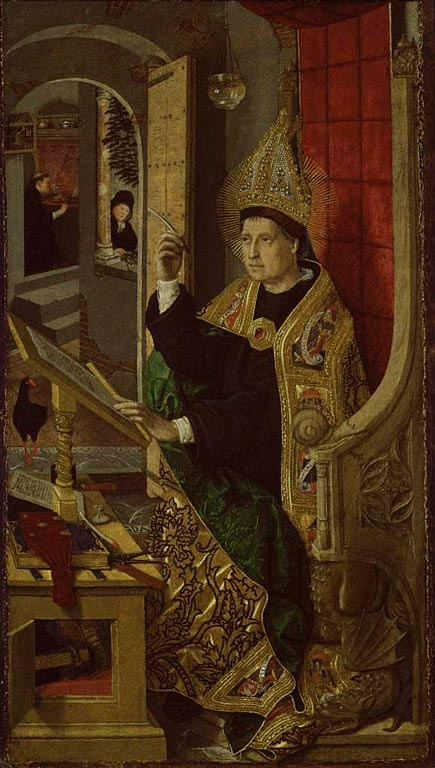
Bartolomé Bermejo, San Agustín en su estudio
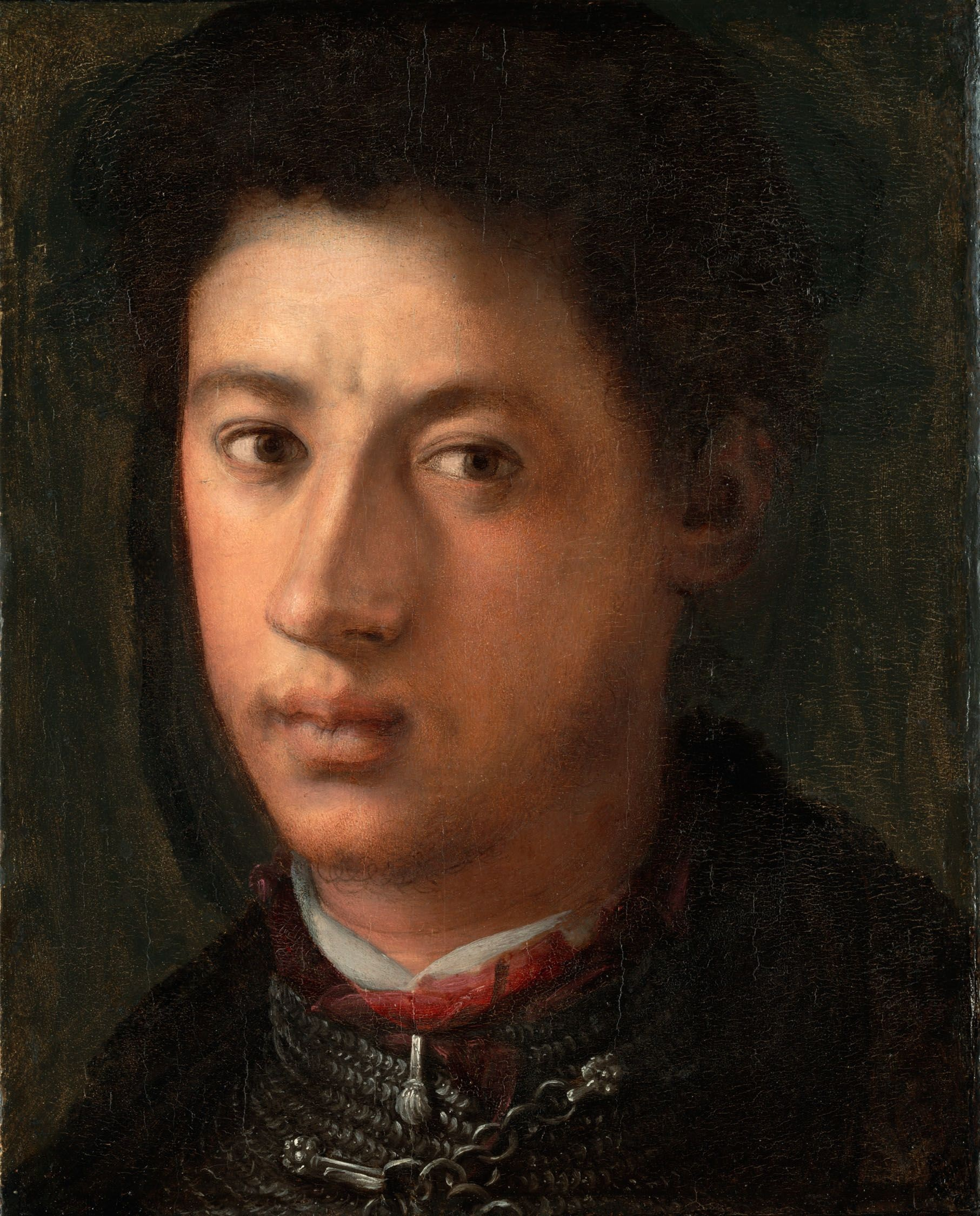
Pontormo, Retrato de Alejandro de Medici
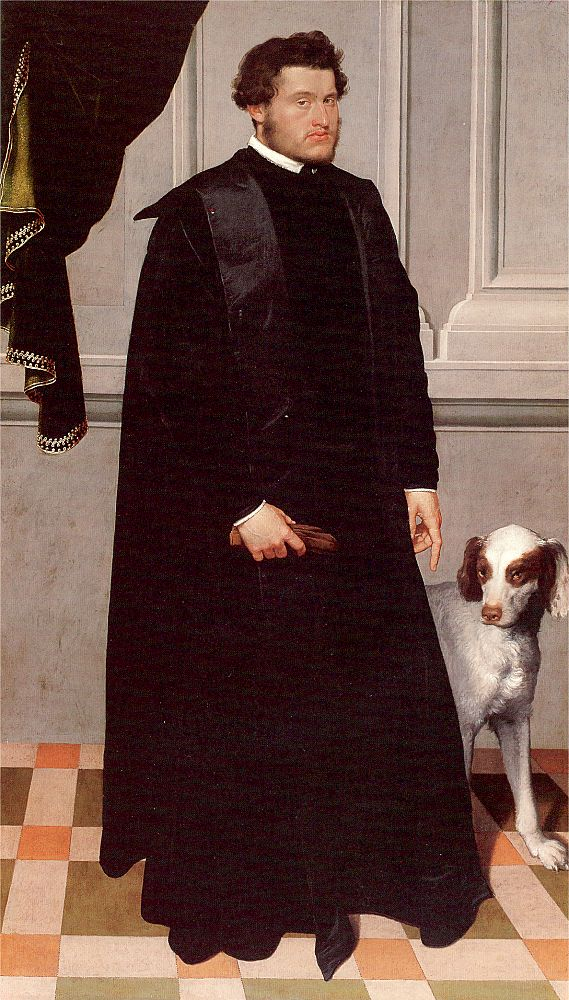
Giovanni Battista Moroni, Retrato de Ludovico Madruzzo
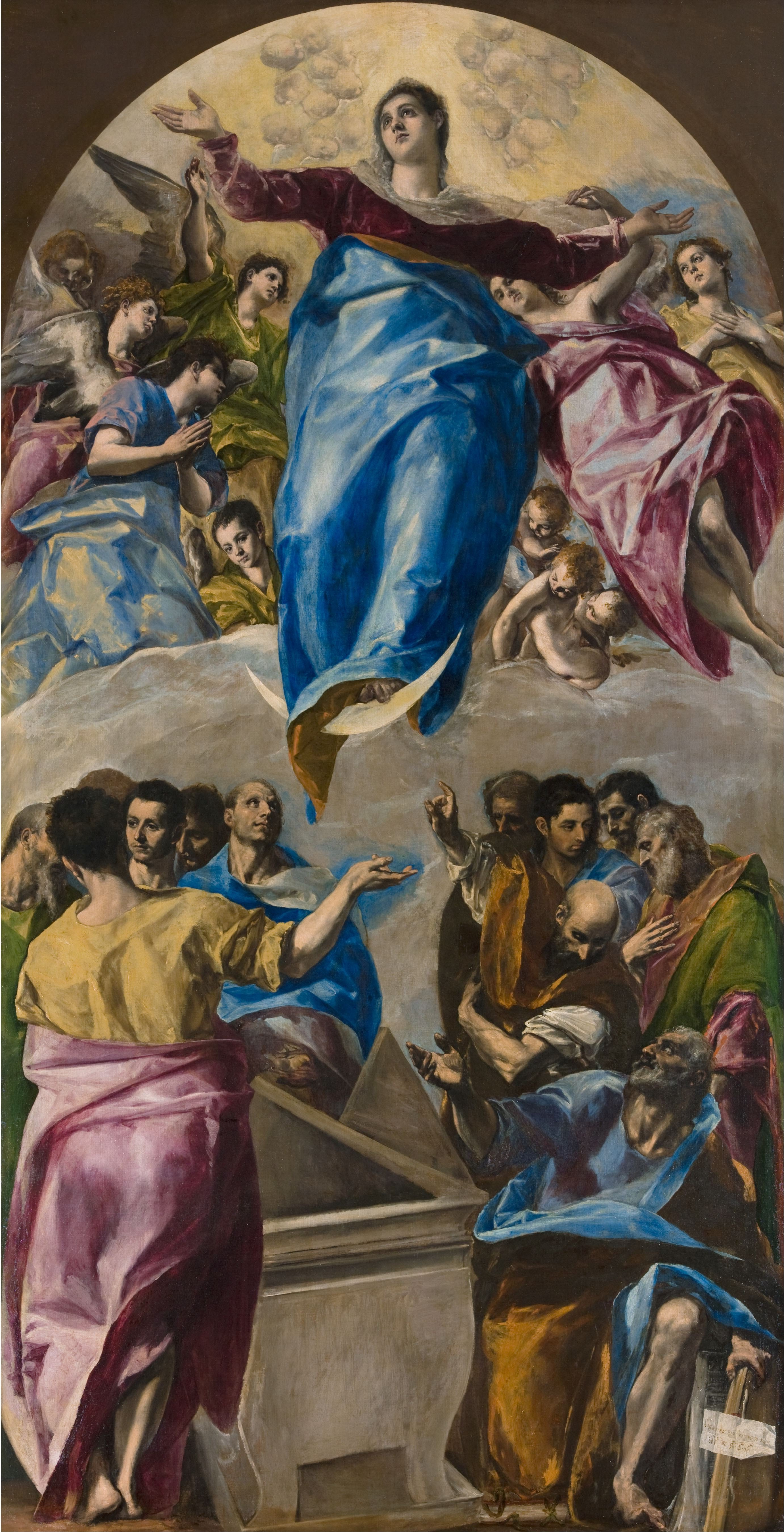
El Greco, La Asunción de la Virgen (detalle)
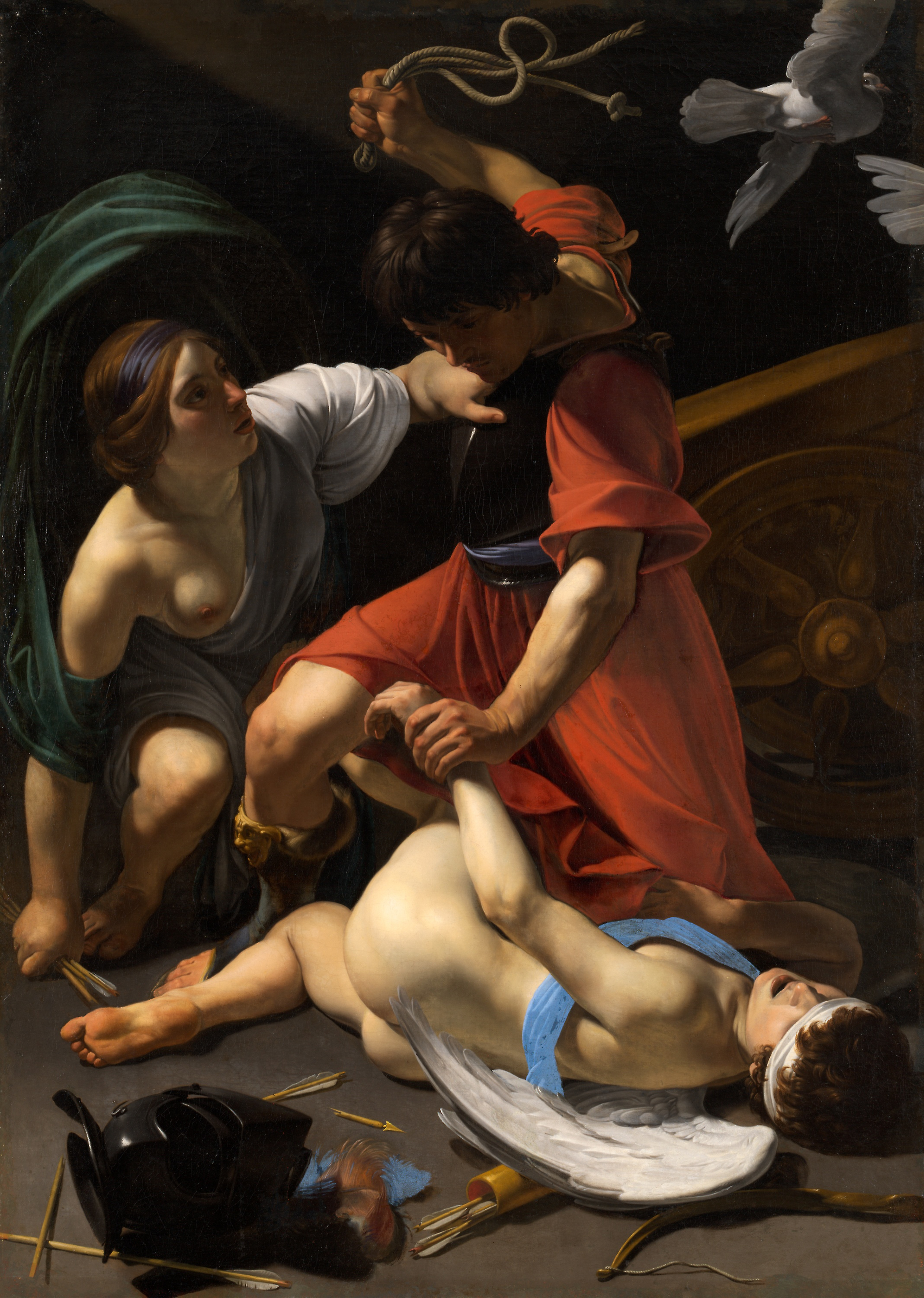
Bartolomeo Manfredi, Marte golpea a Cupido
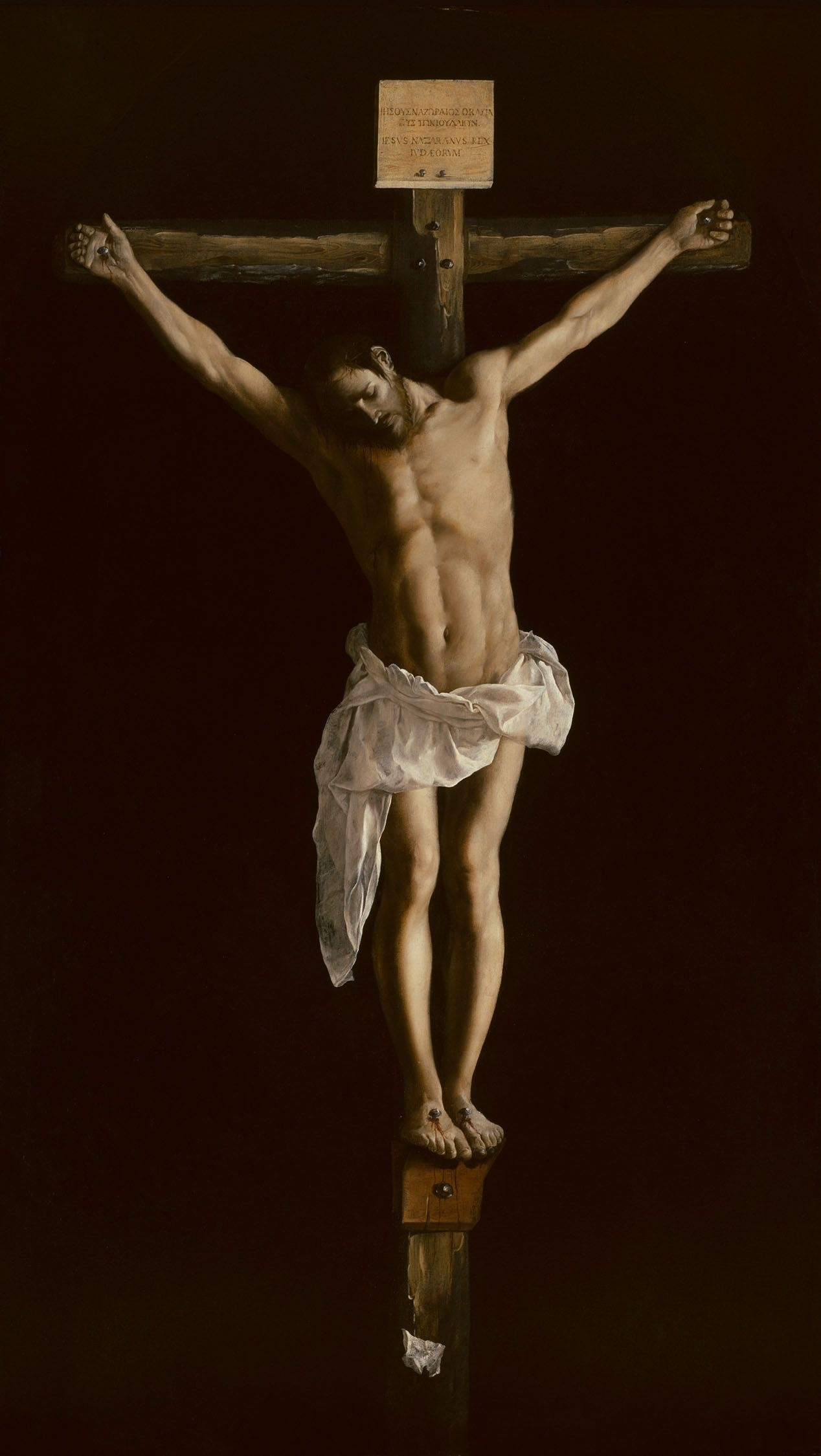
Zurbarán, Cristo crucificado
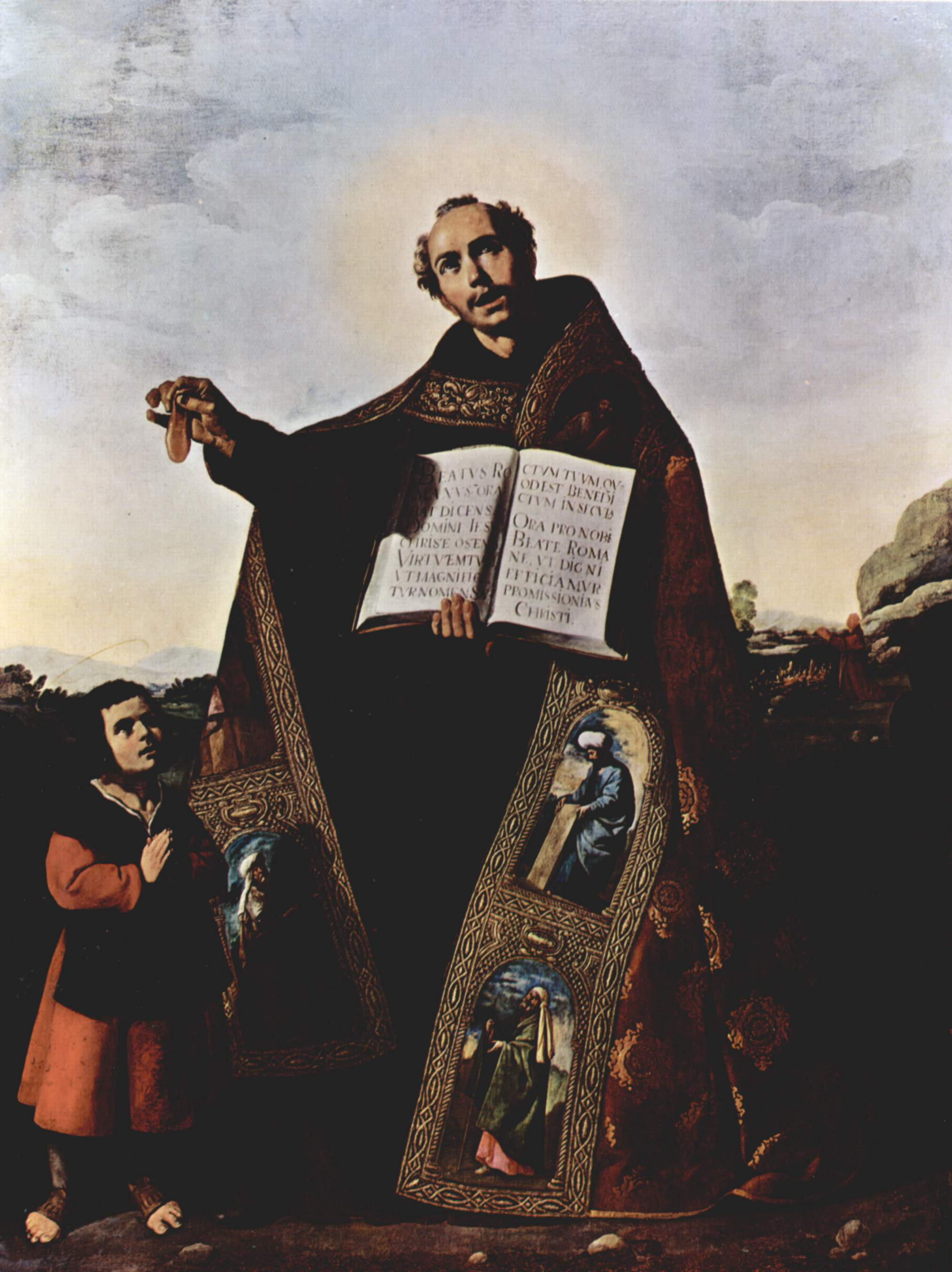
Zurbarán, San Barulas de Antioquía
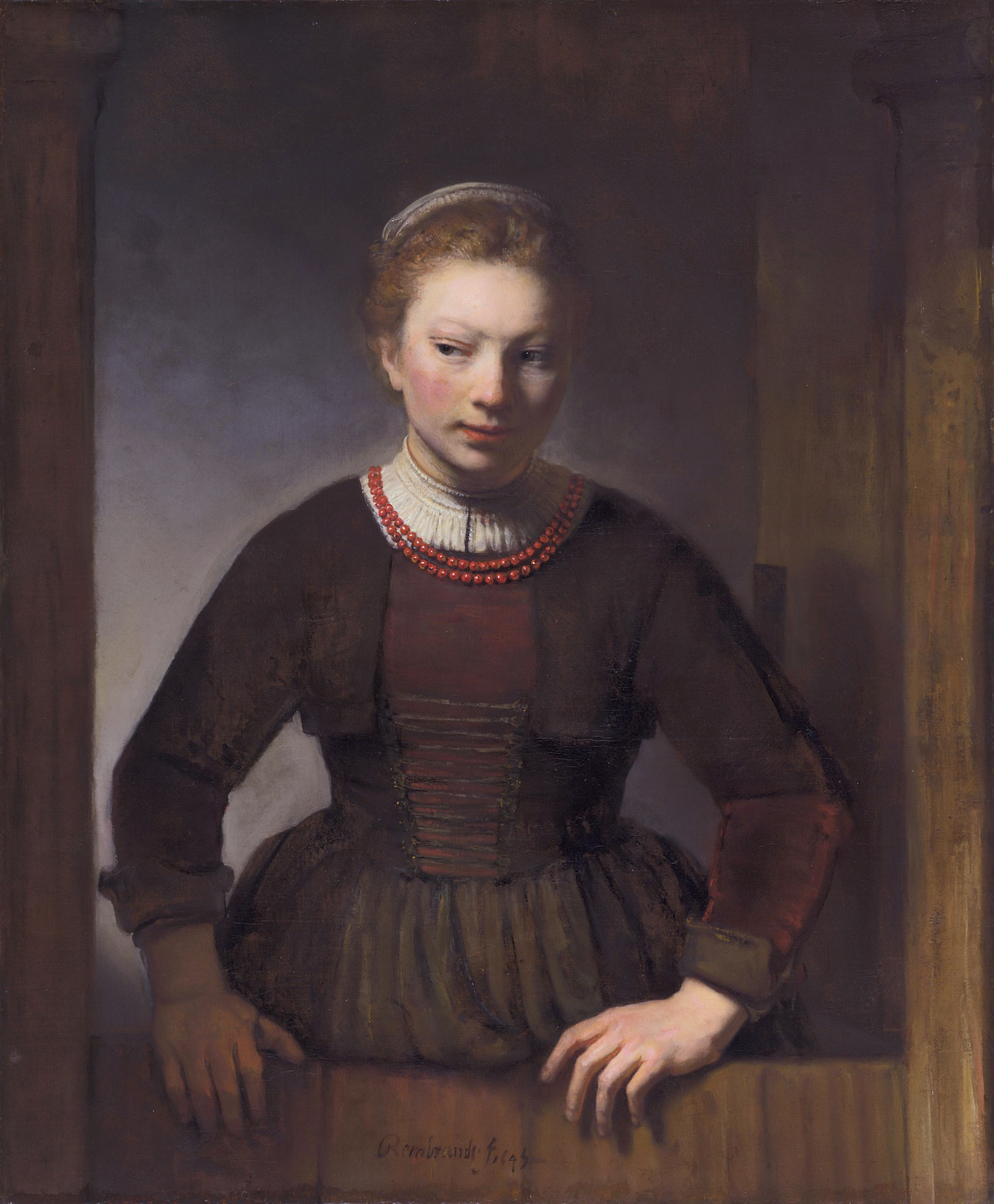
Samuel van Hoogstraten, Muchacha en una ventana
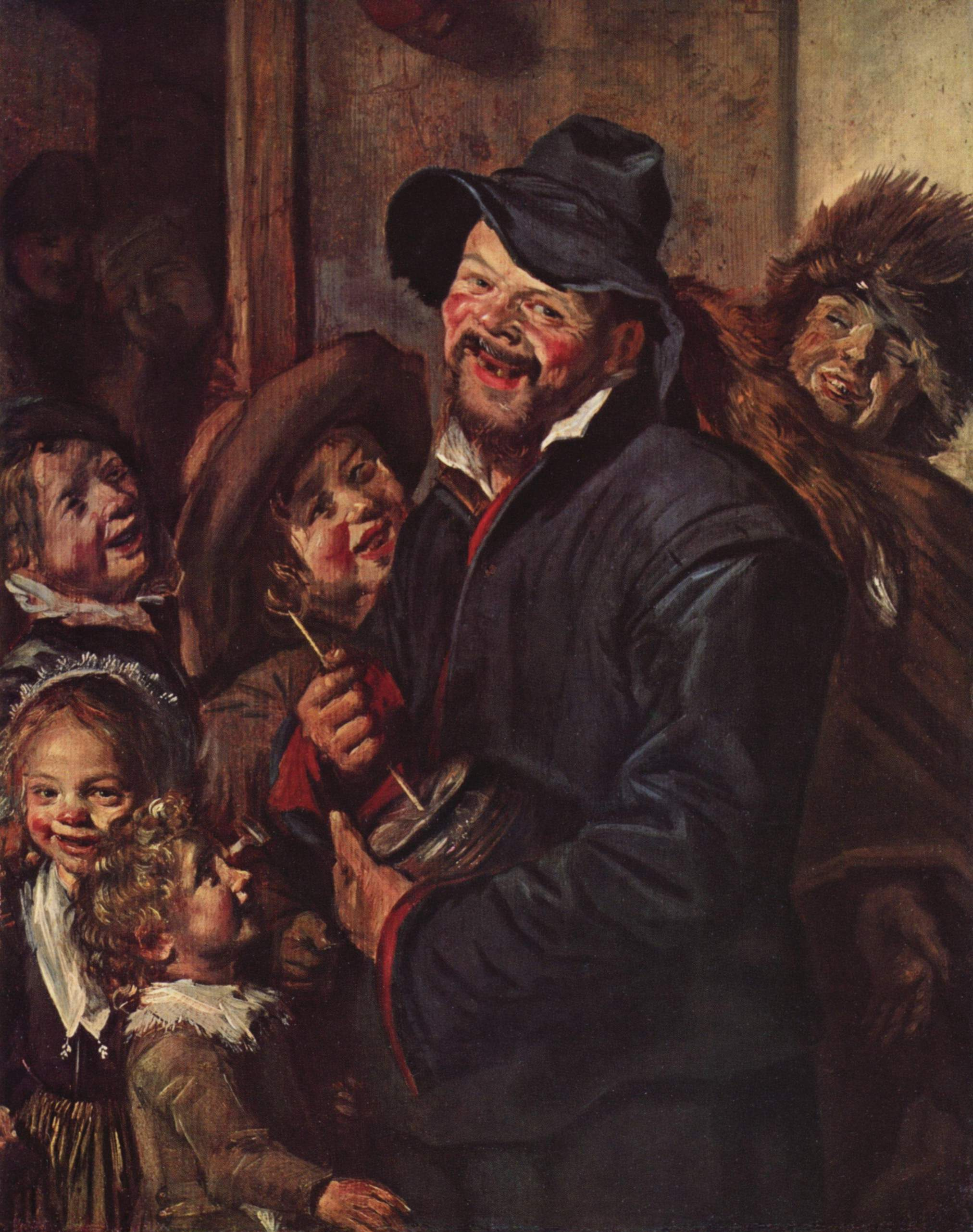
Frans Hals, El tocador de zambomba
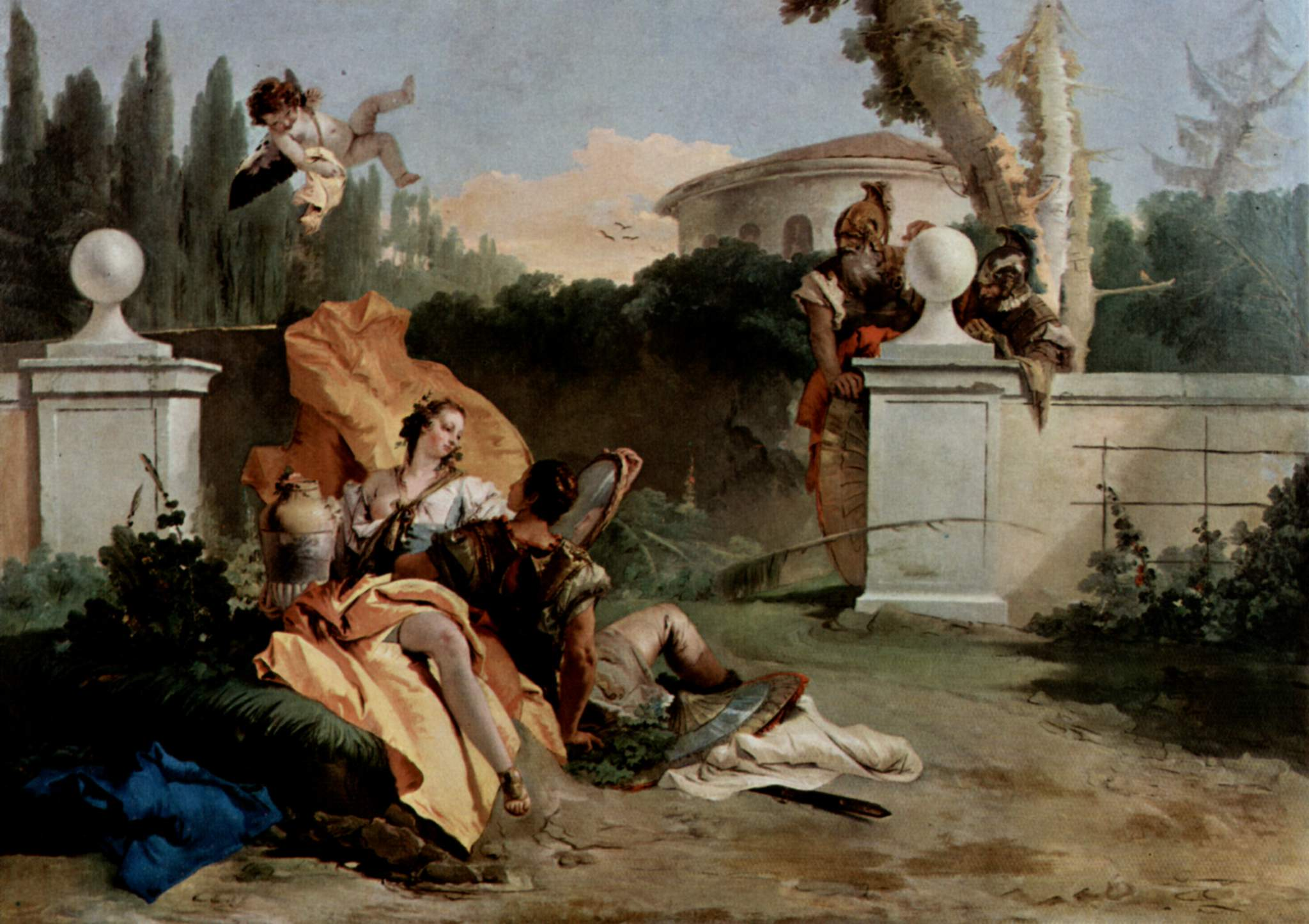
Giambattista Tiepolo, Rinaldo y Armida sorprendidos por Ubaldo y Carlo
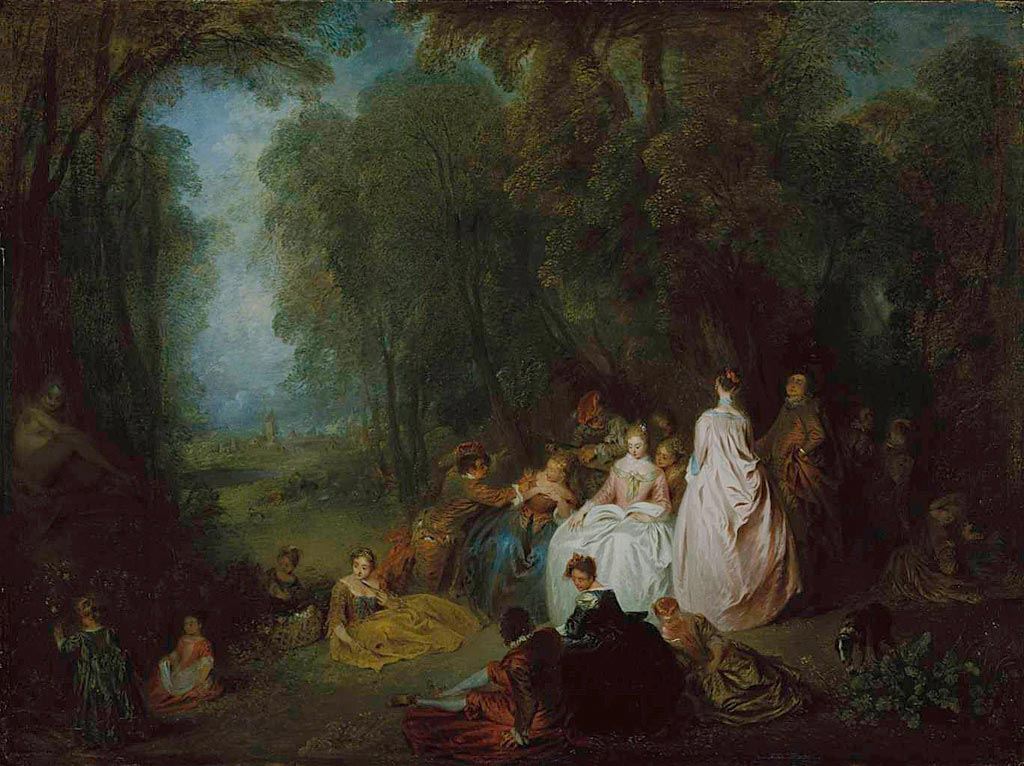
Watteau, Fiesta campestre
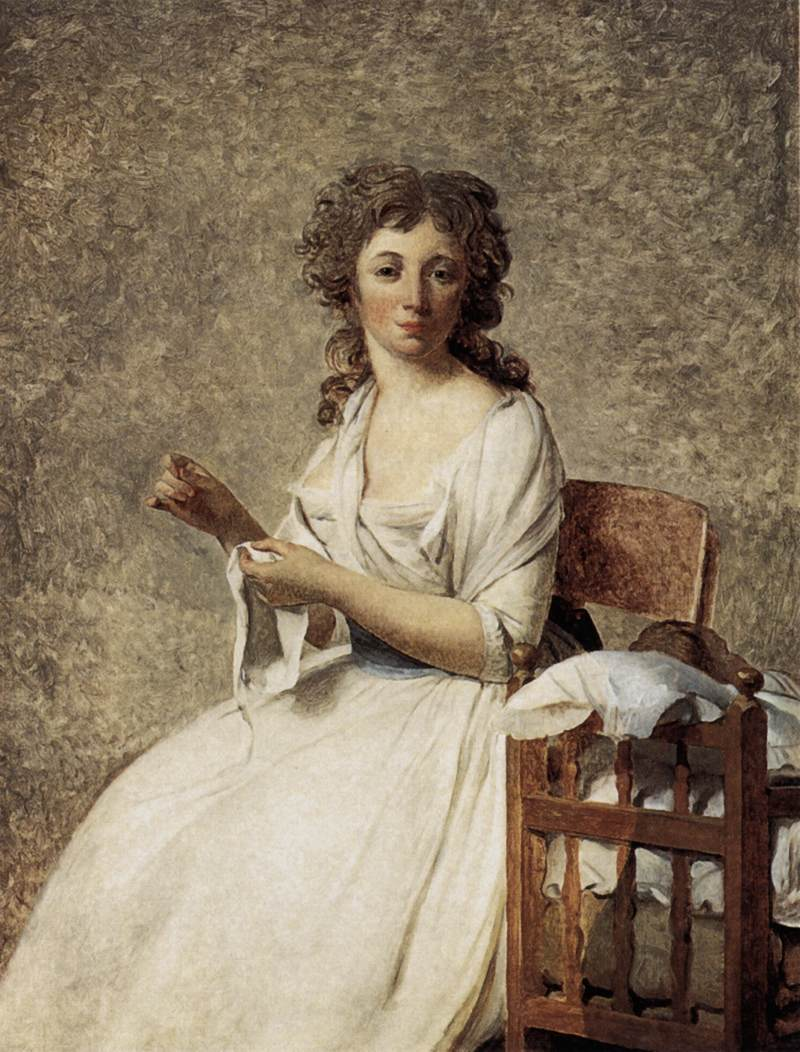
Jacques-Louis David, Retrato de Adélaide Pastoret
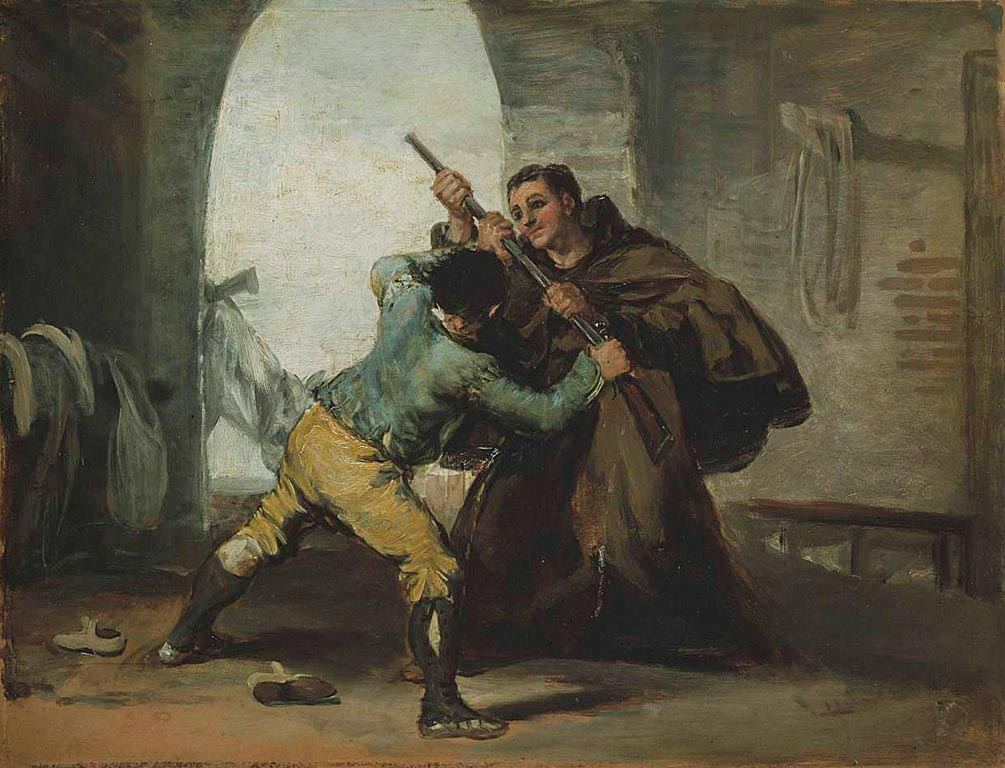
Goya, El padre Pedro desarma al bandido Maragato (de la serie de cuadros sobre la detención de Maragato)
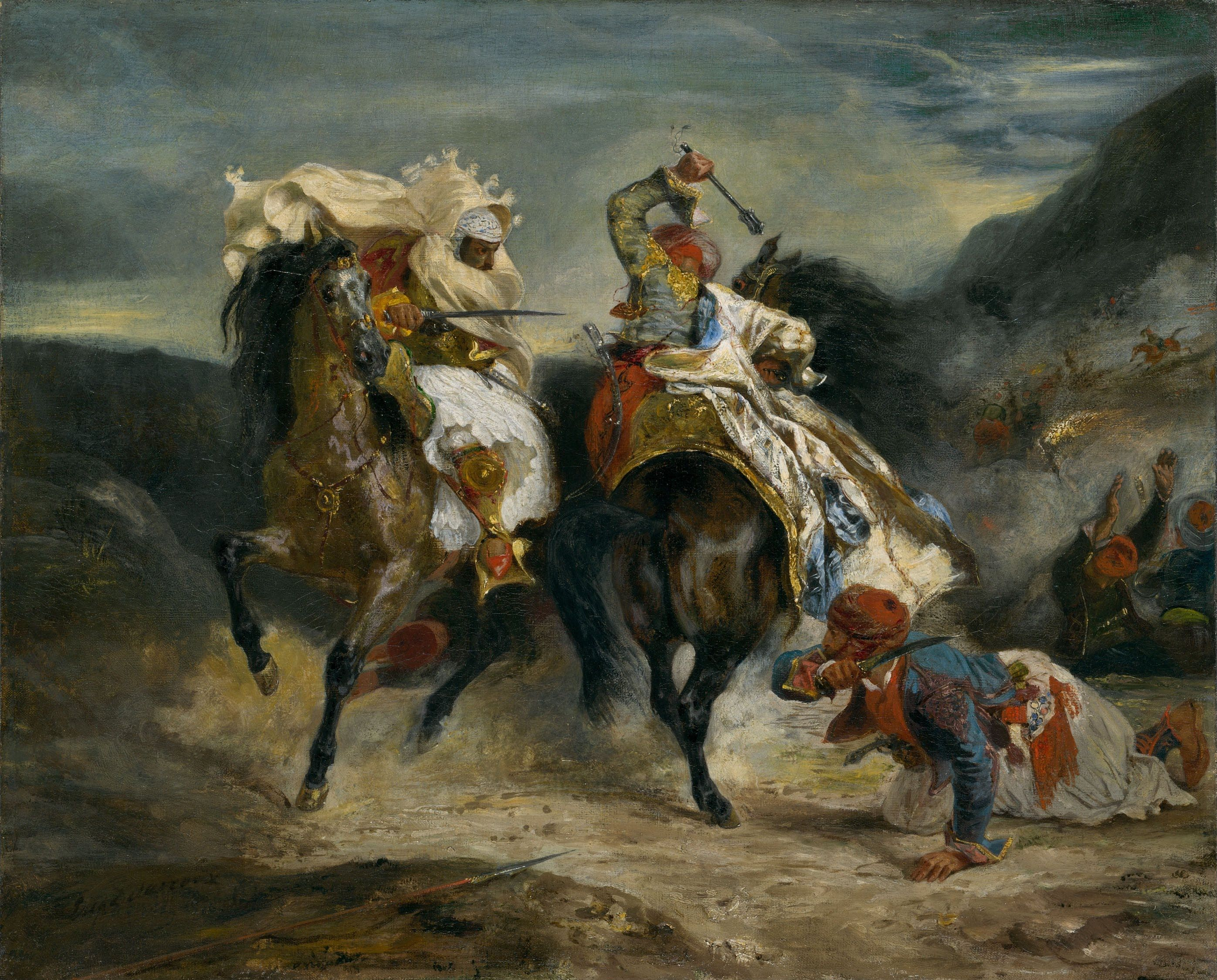
Delacroix, Combate del Giaour y el Pachá
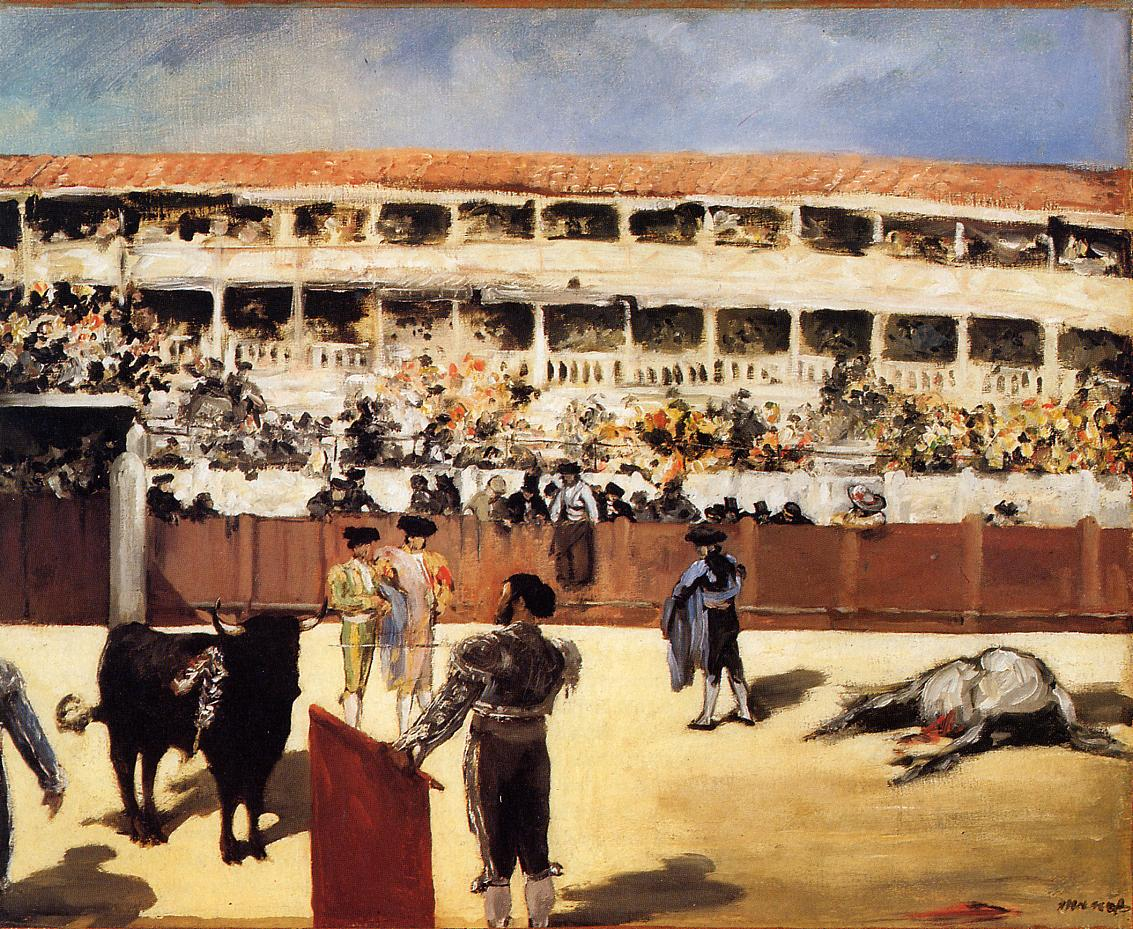
Manet, La corrida de toros
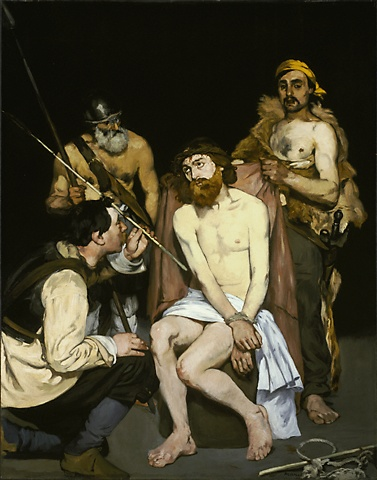
Manet, Cristo humillado por los soldados
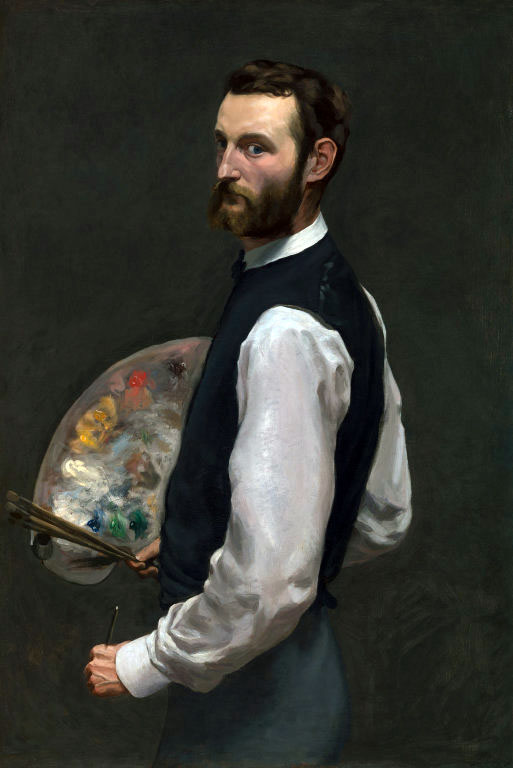
Frédéric Bazille, Autorretrato
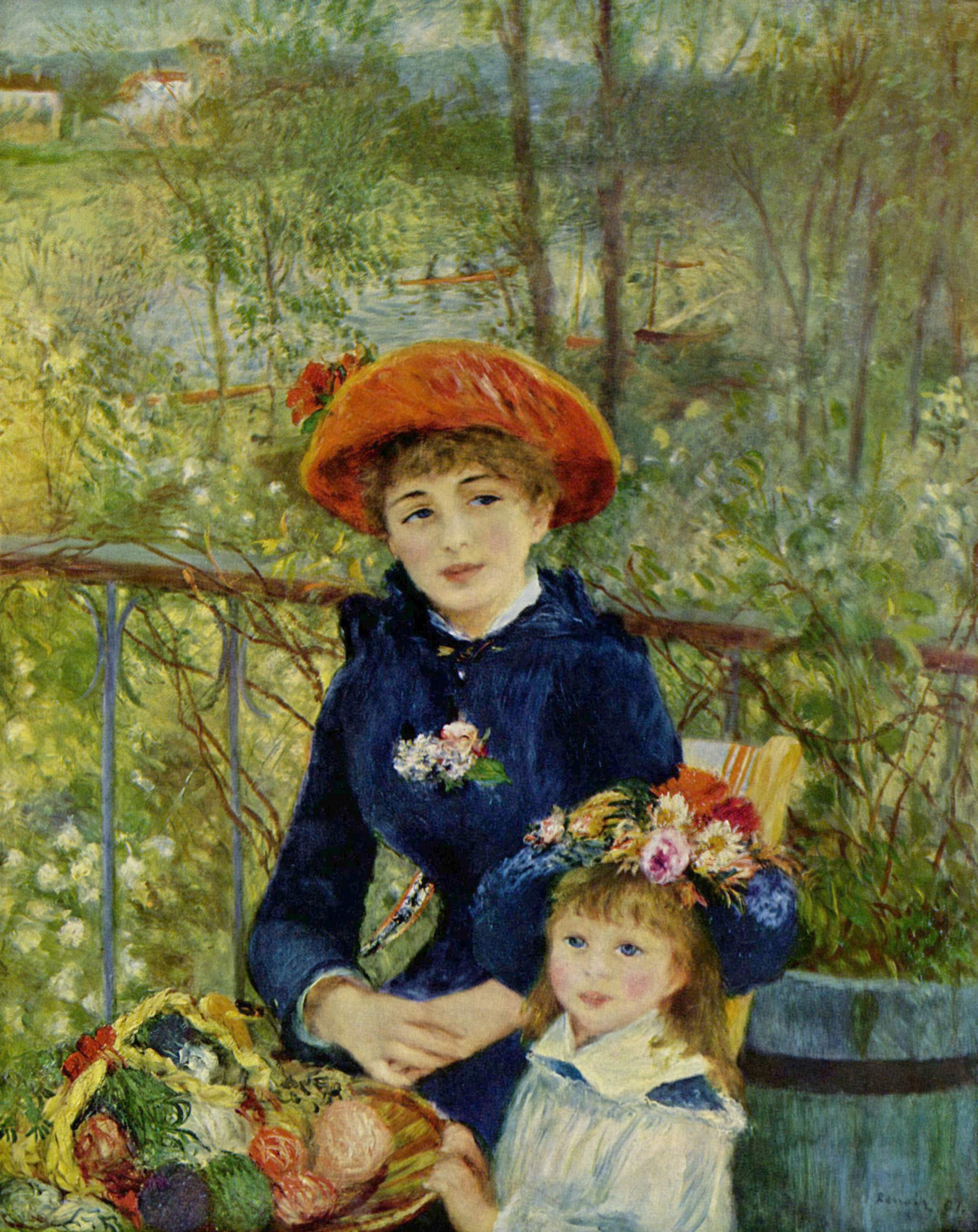
Renoir, Dos hermanas (En la terraza)
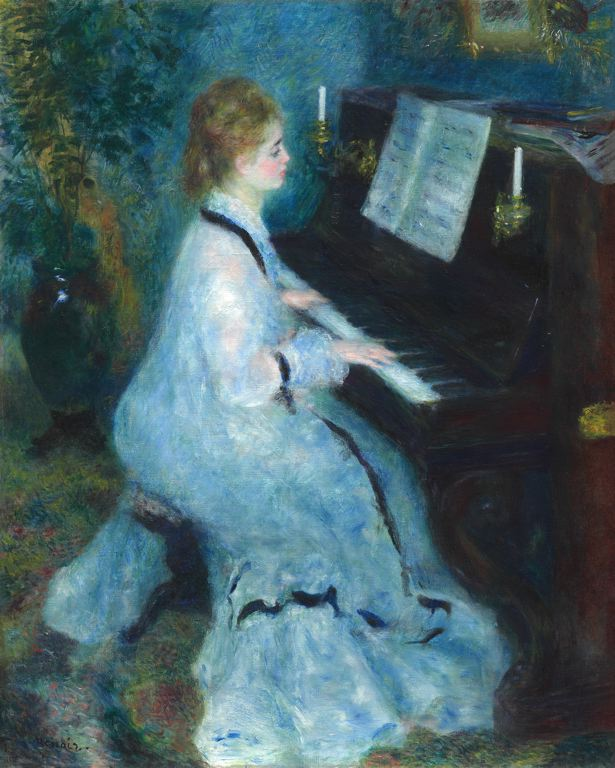
Renoir, Mujer al piano
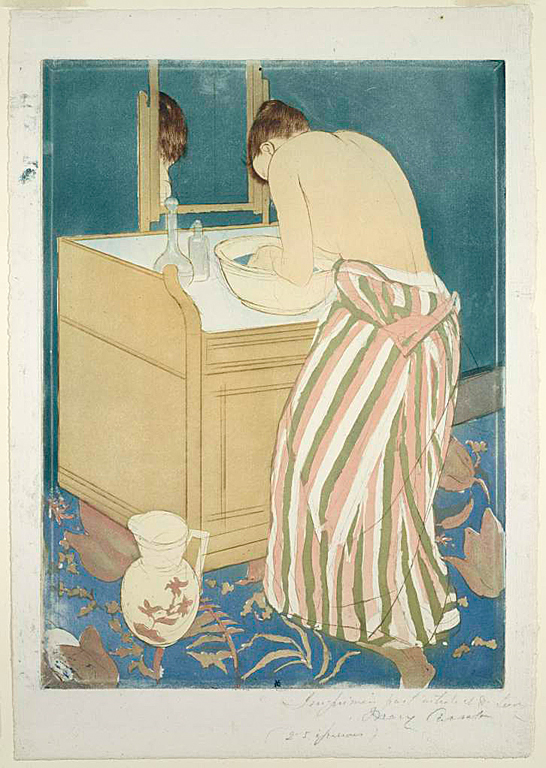
Mary Cassatt, En el baño (grabado)
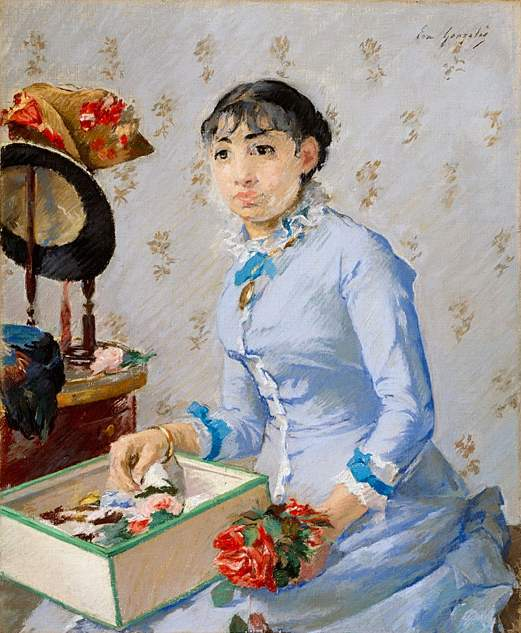
Eva Gonzalès, La sombrerera
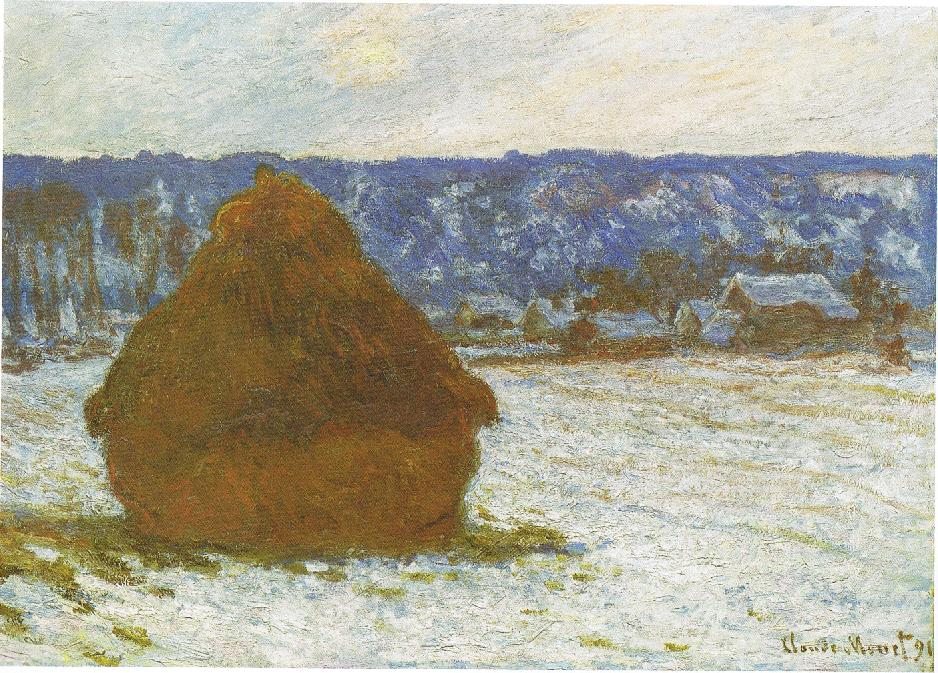
Monet, Montón de heno en día nevado, de la serie Almiares
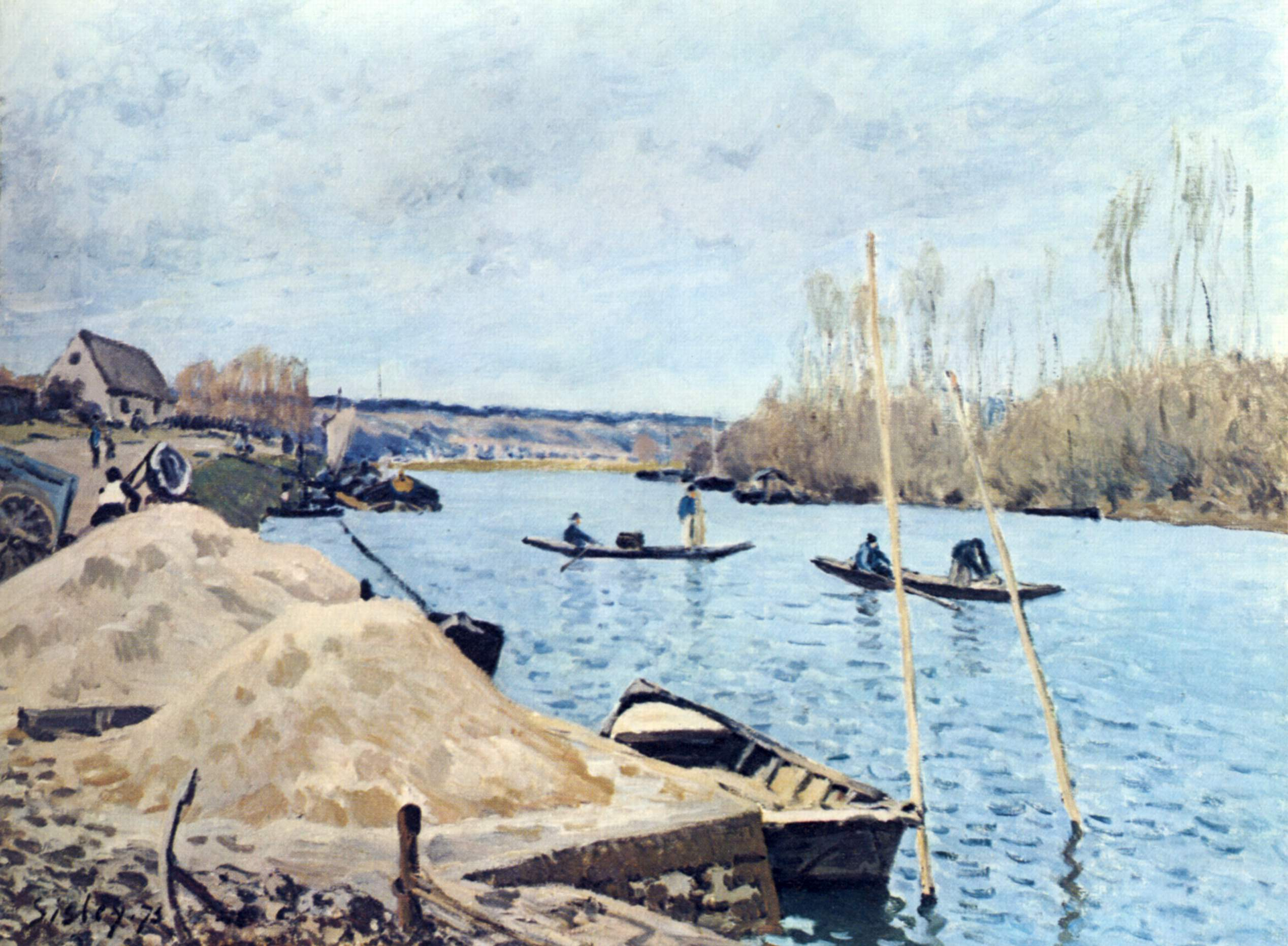
Alfred Sisley, El Sena en Port-Marly, pilas de arena
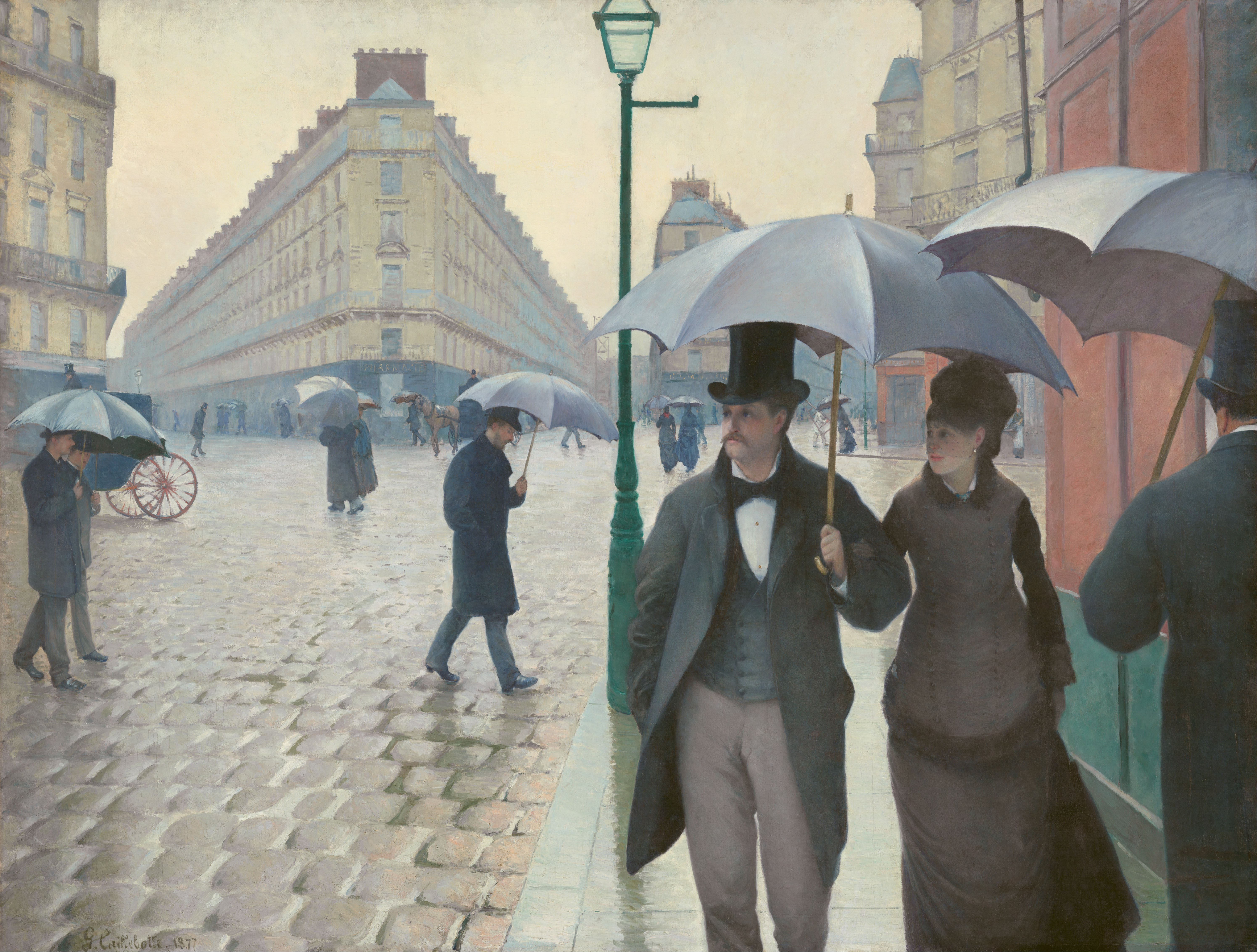
Gustave Caillebotte, La plaza de Europa, en tiempo lluvioso
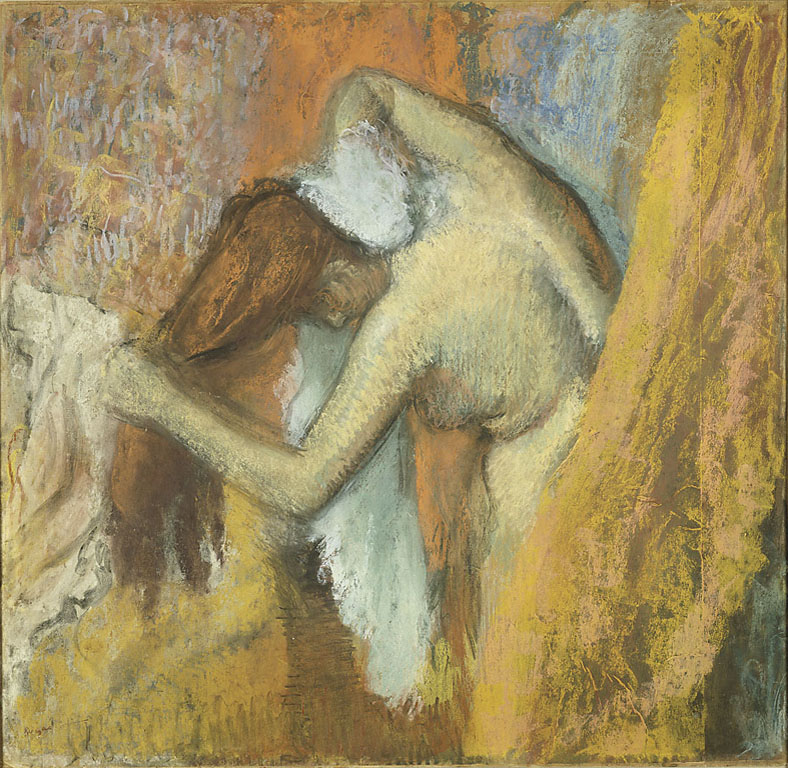
Degas
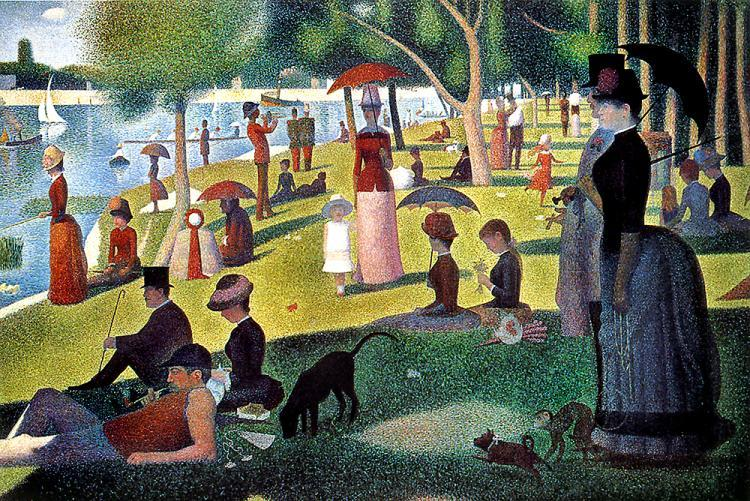
Seurat, Tarde en la isla de la Grande Jatte
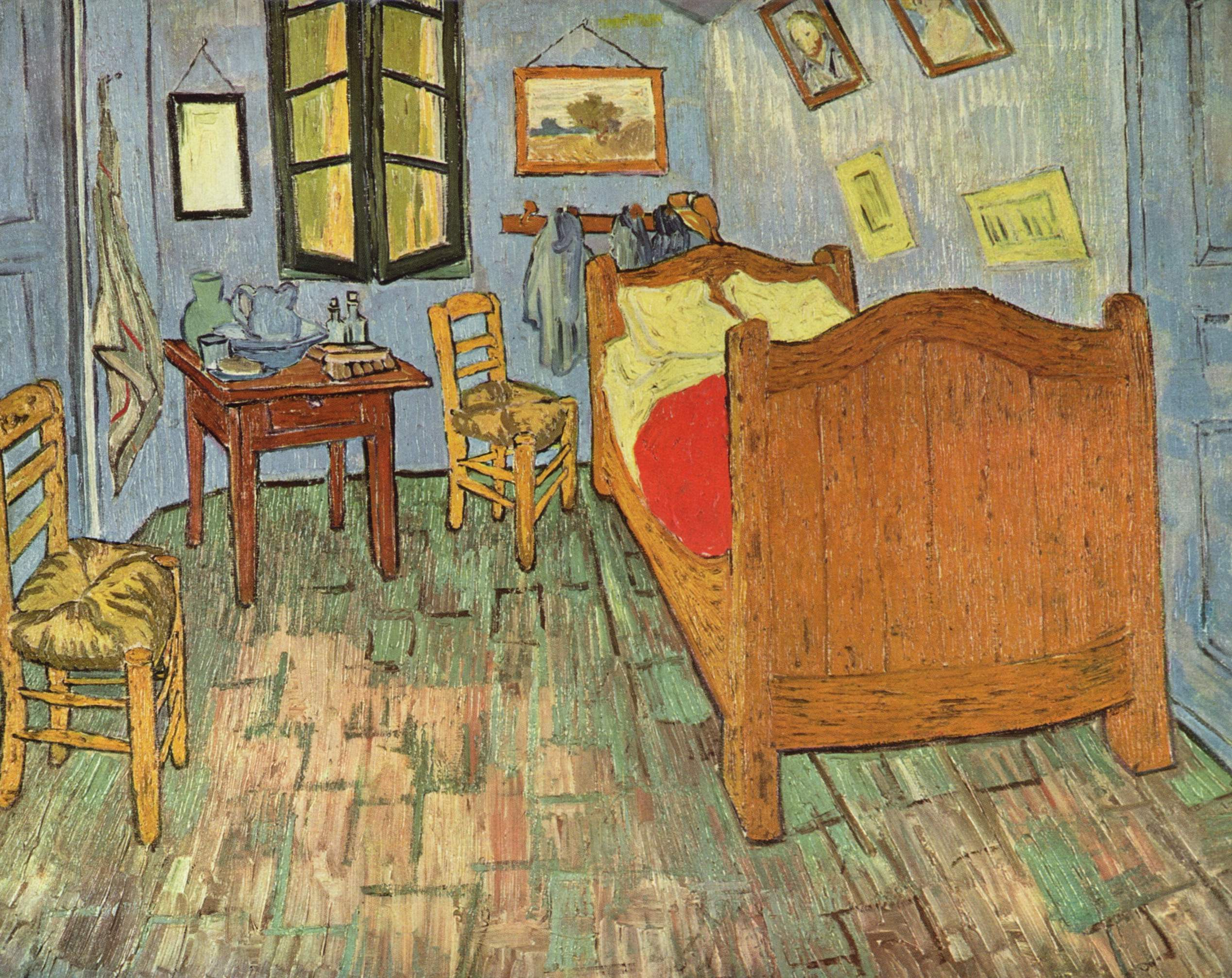
Van Gogh, El dormitorio en Arlés
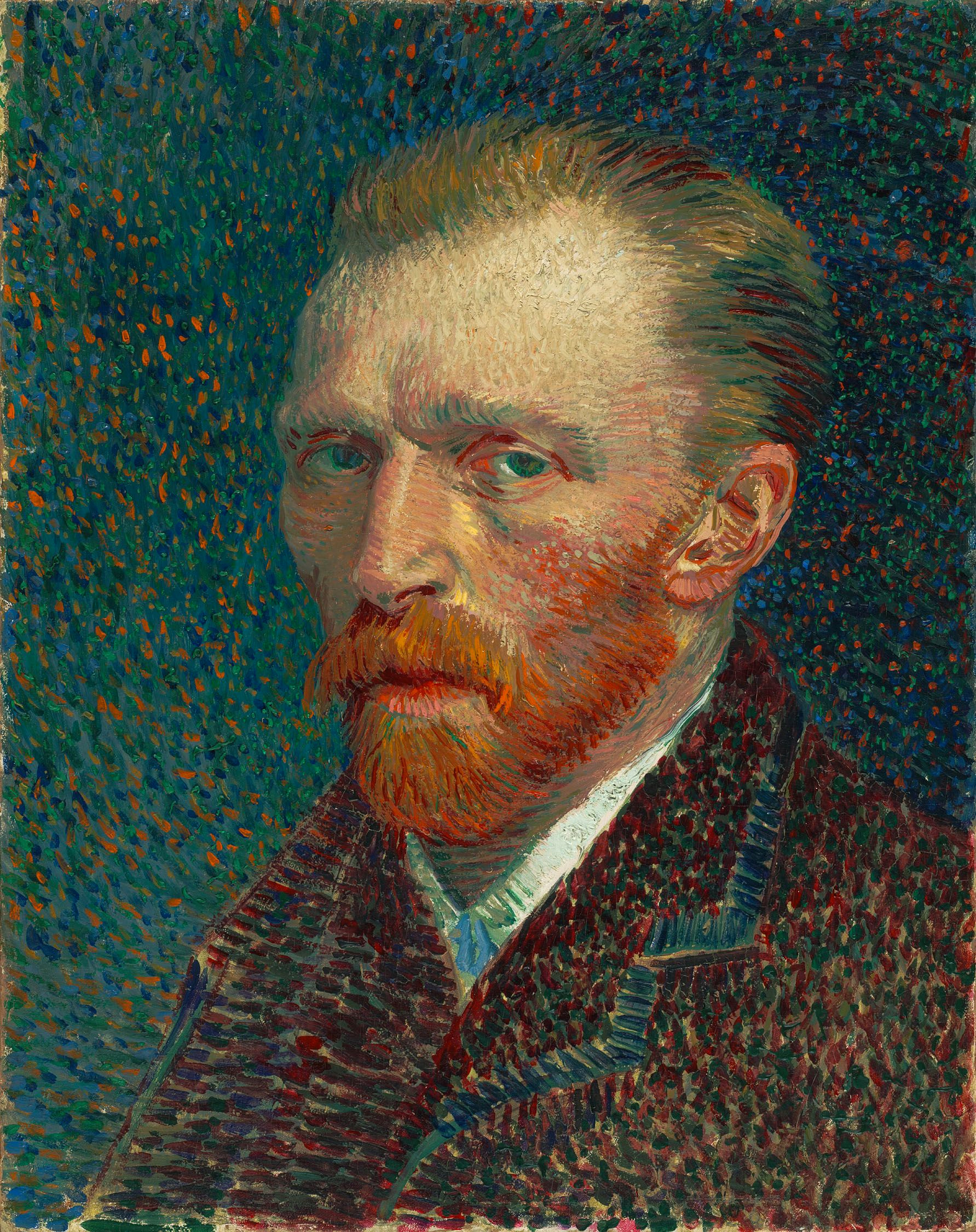
Van Gogh, Autorretrato de 1887
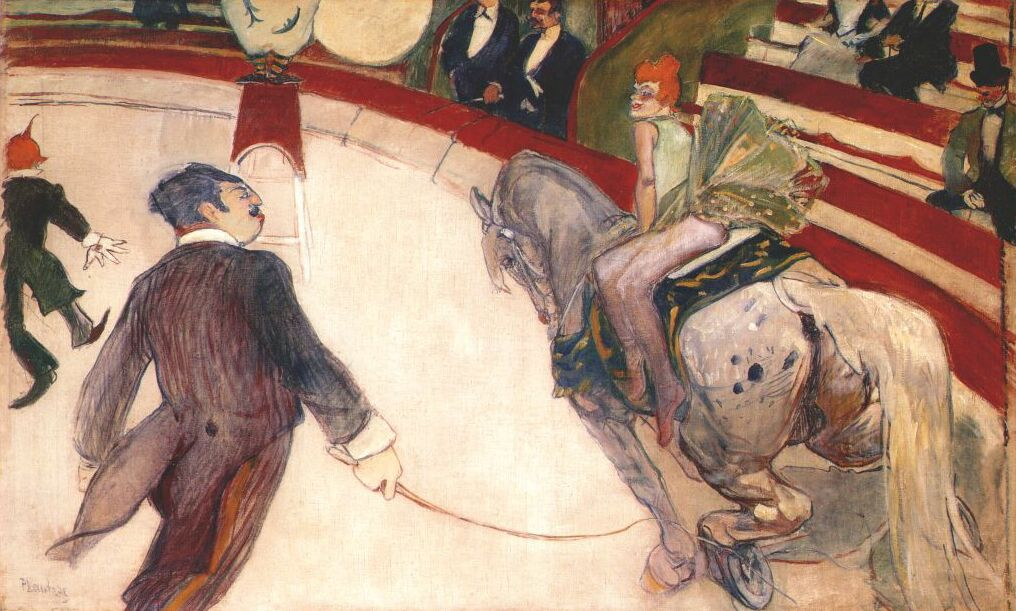
Toulouse-Lautrec, Atracción ecuestre (El circo Fernando)
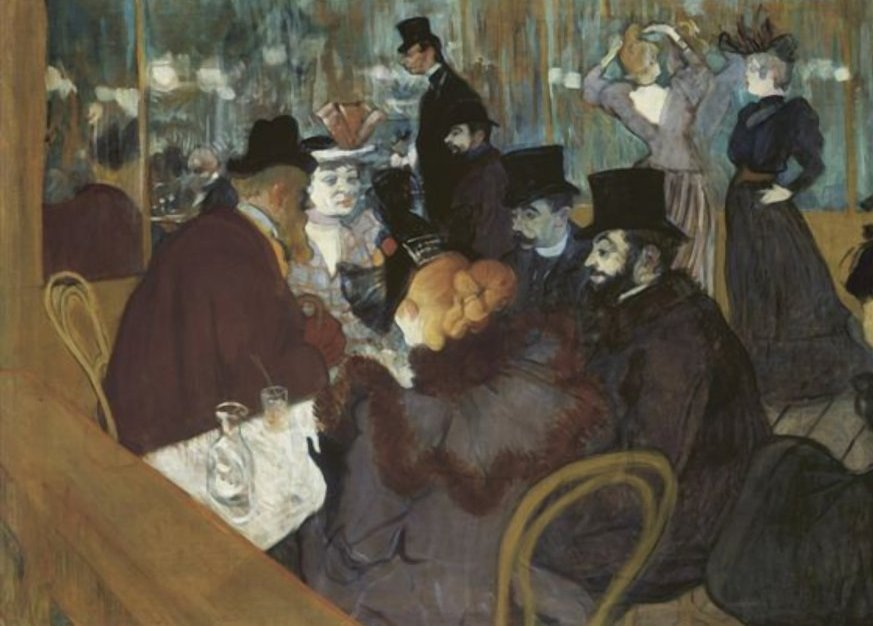
Toulouse-Lautrec, En el Moulin Rouge
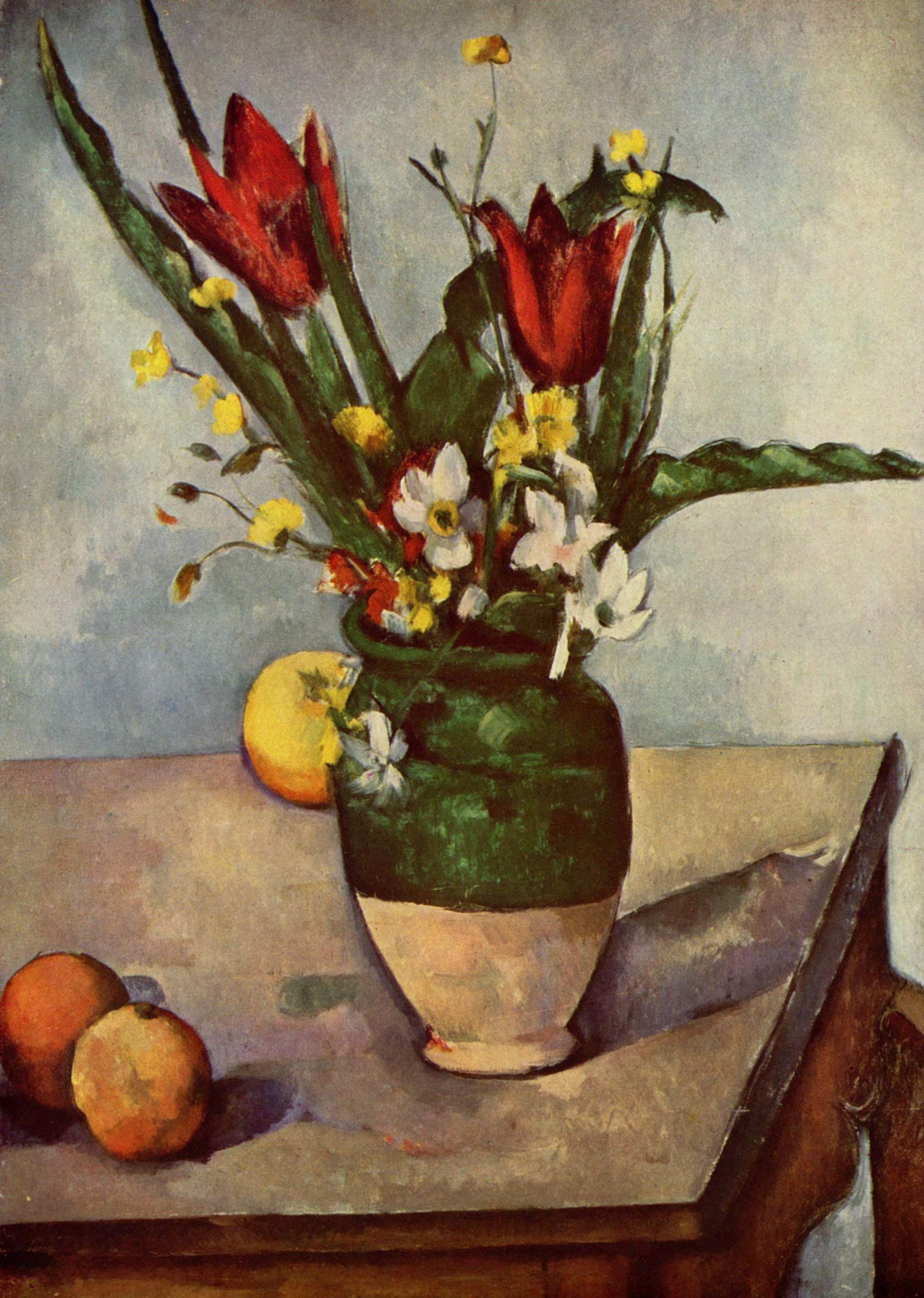
Cézanne
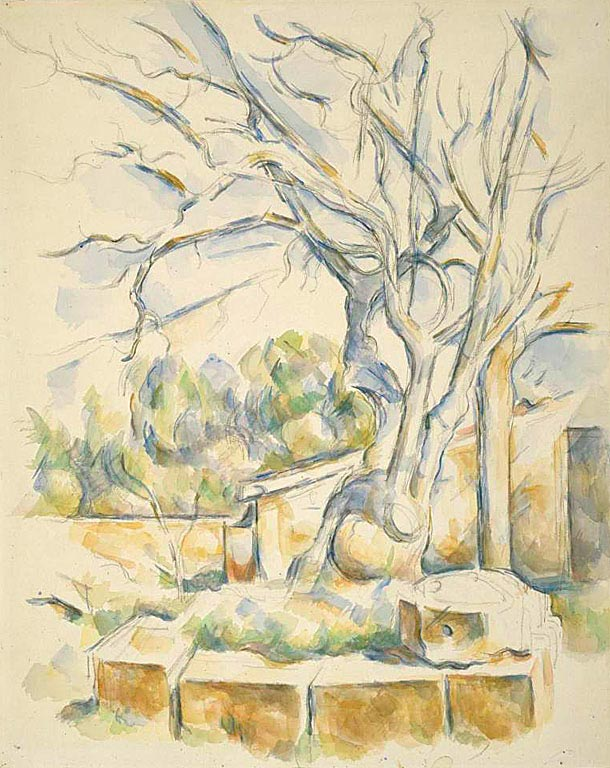
Cézanne, Árbol de pistachos en Château Noir
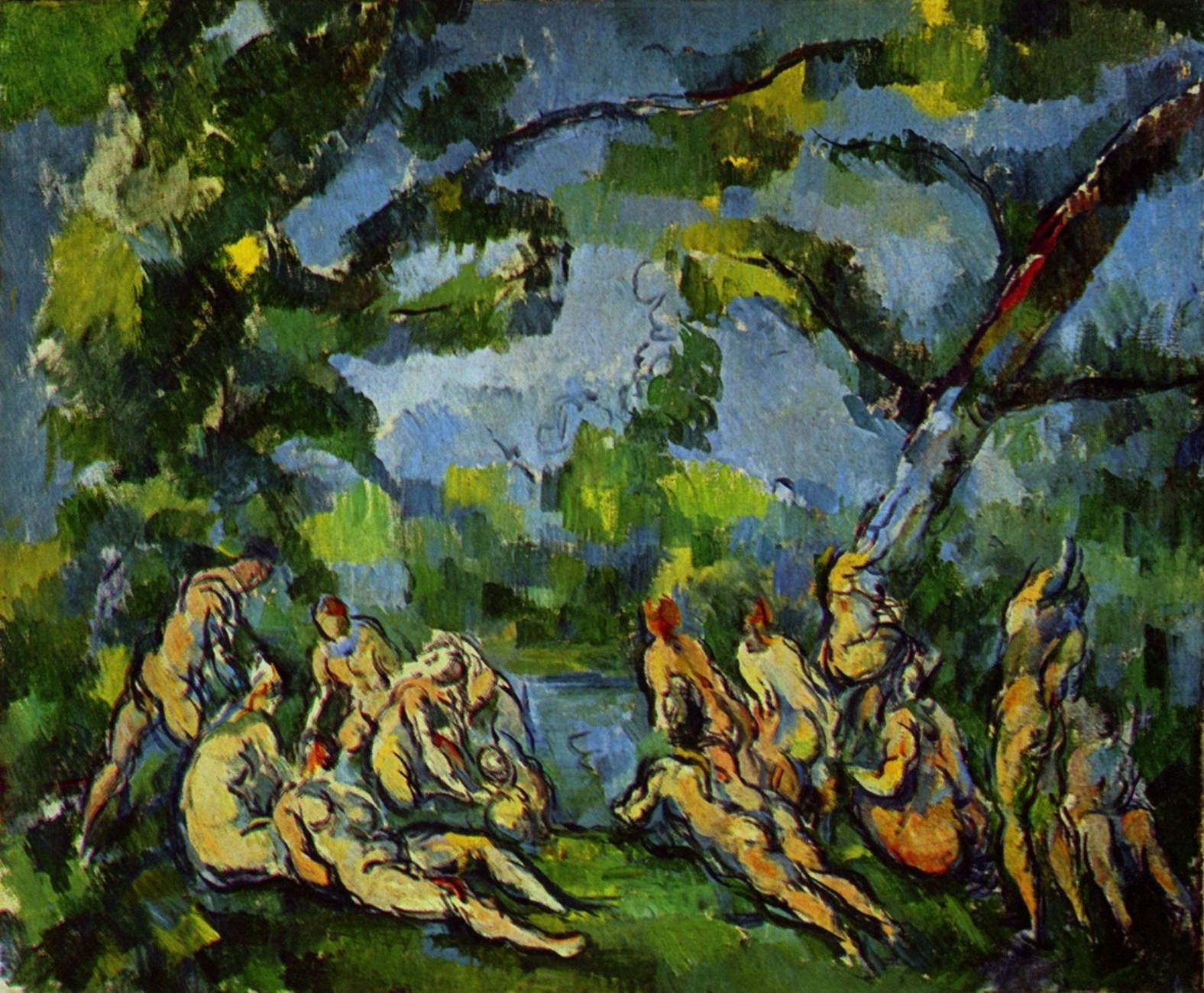
Cézanne
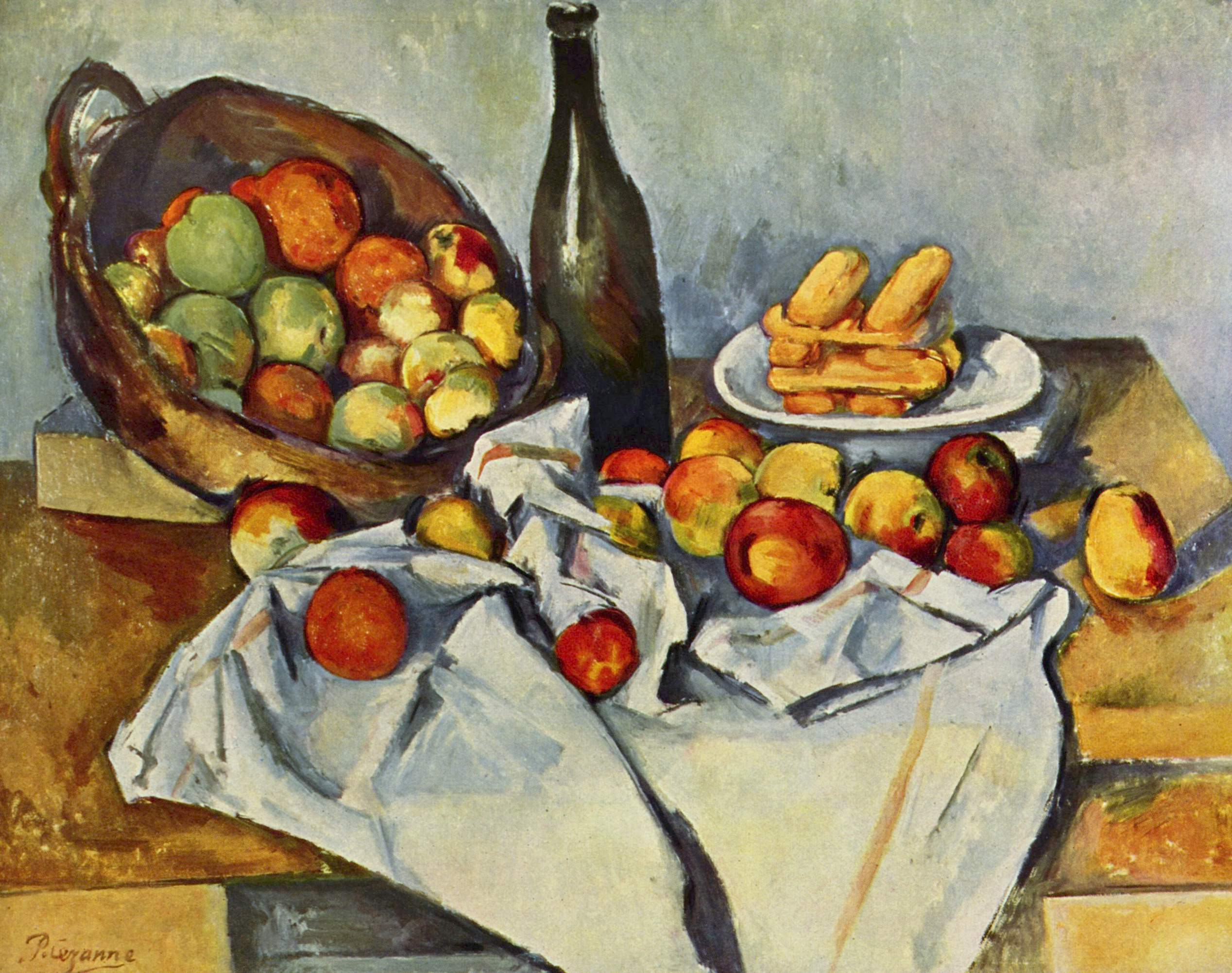
Cézanne
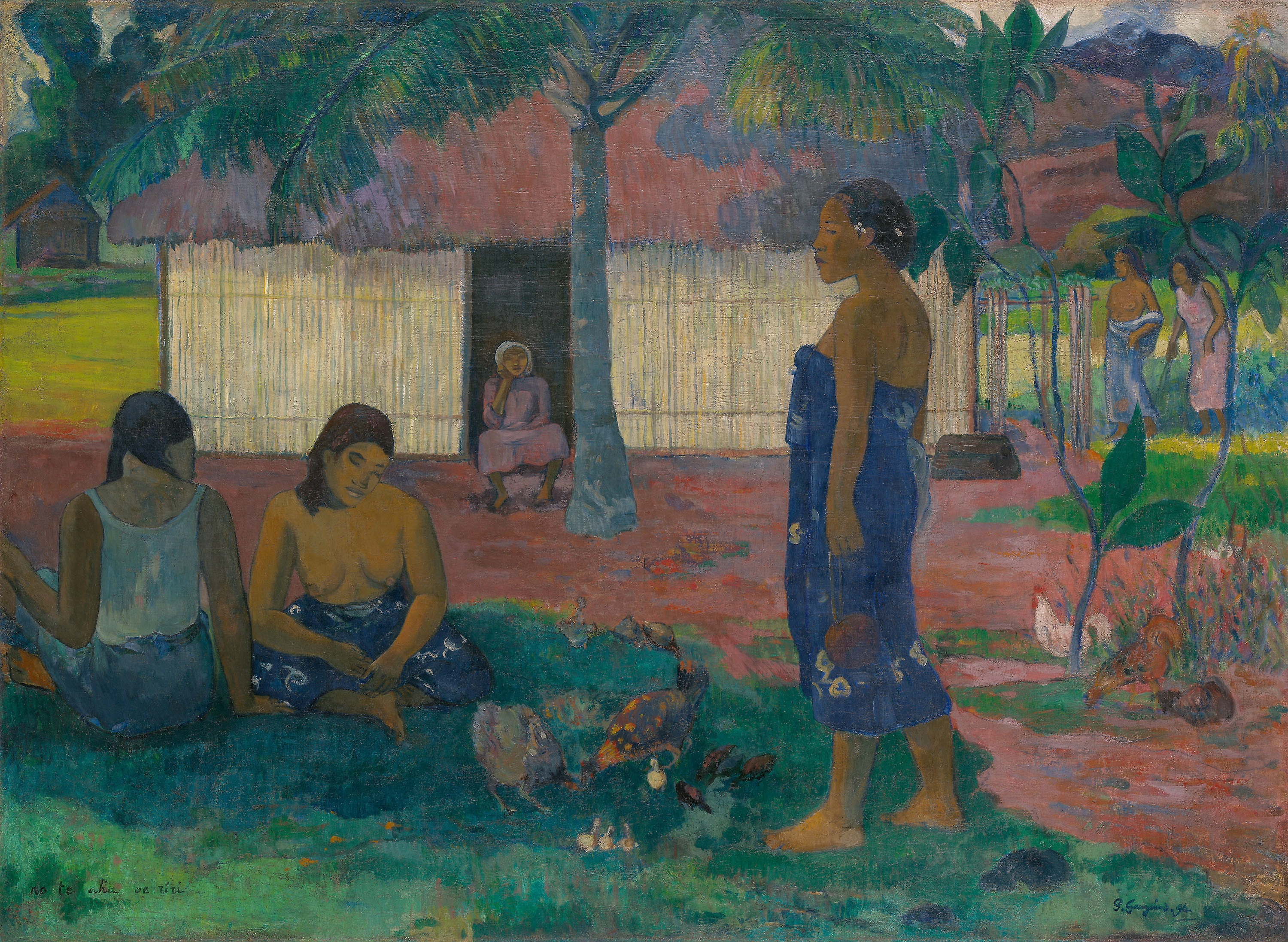
Gauguin
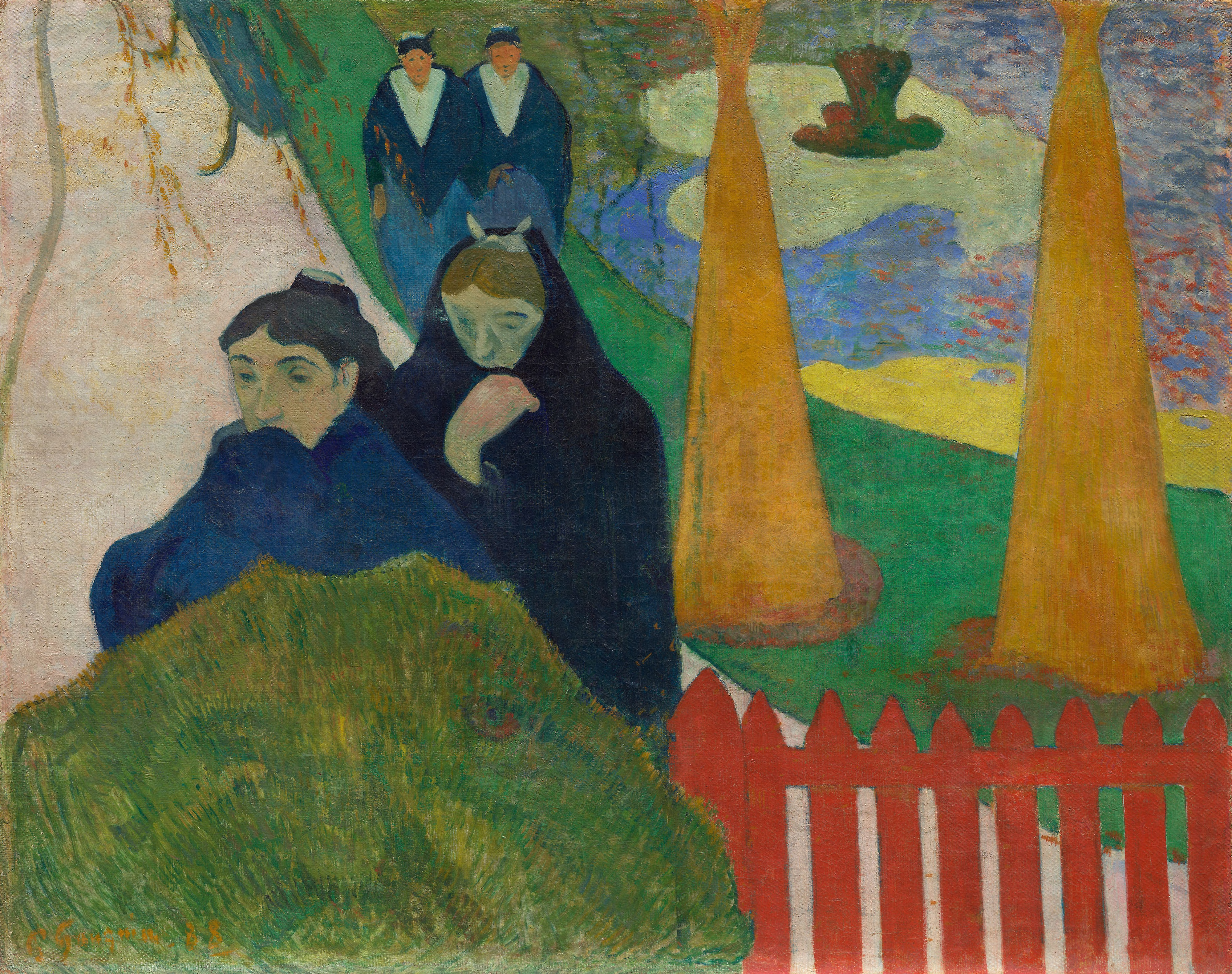
Gauguin
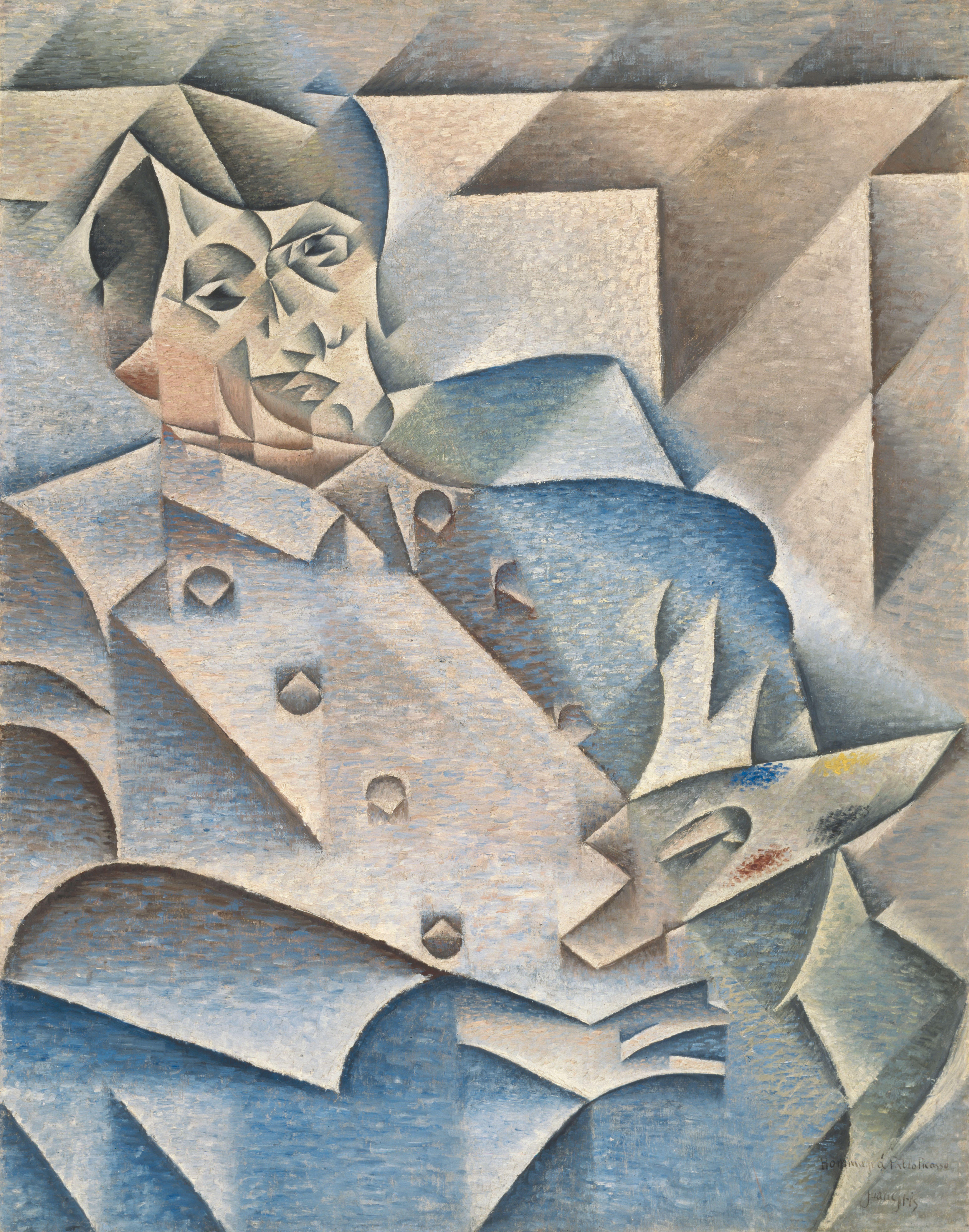
Juan Gris, Retrato cubista de Picasso
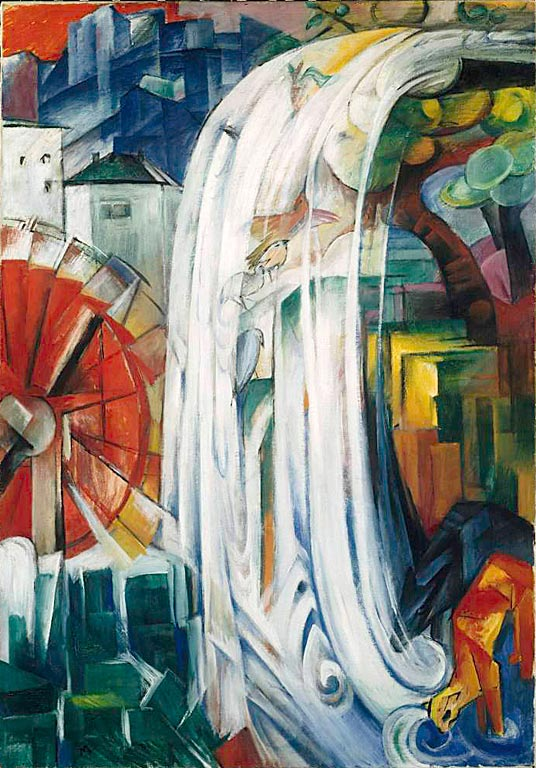
Franz Marc, El molino embrujado
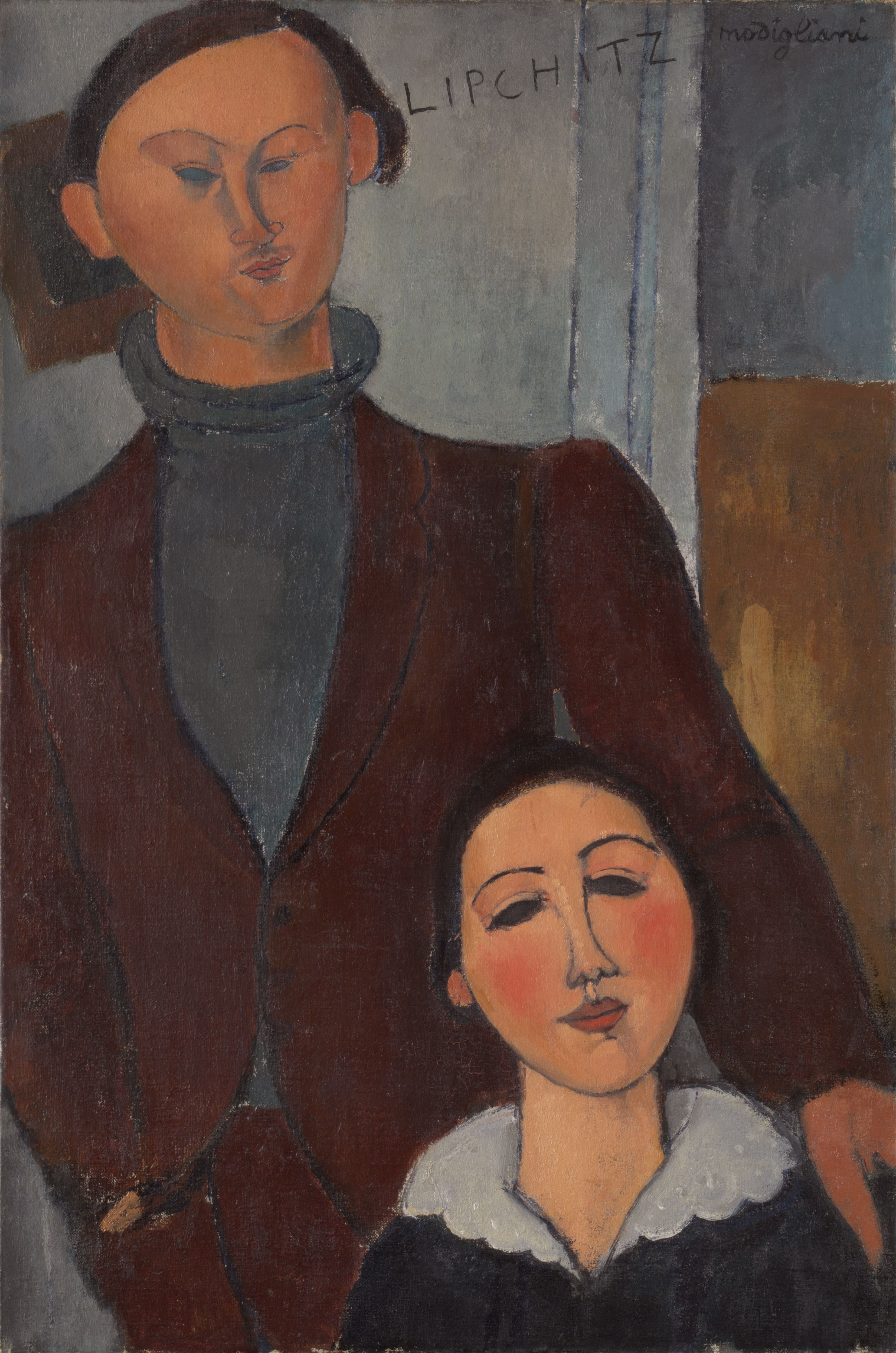
Amedeo Modigliani, Jacques y Berthe Lipchitz
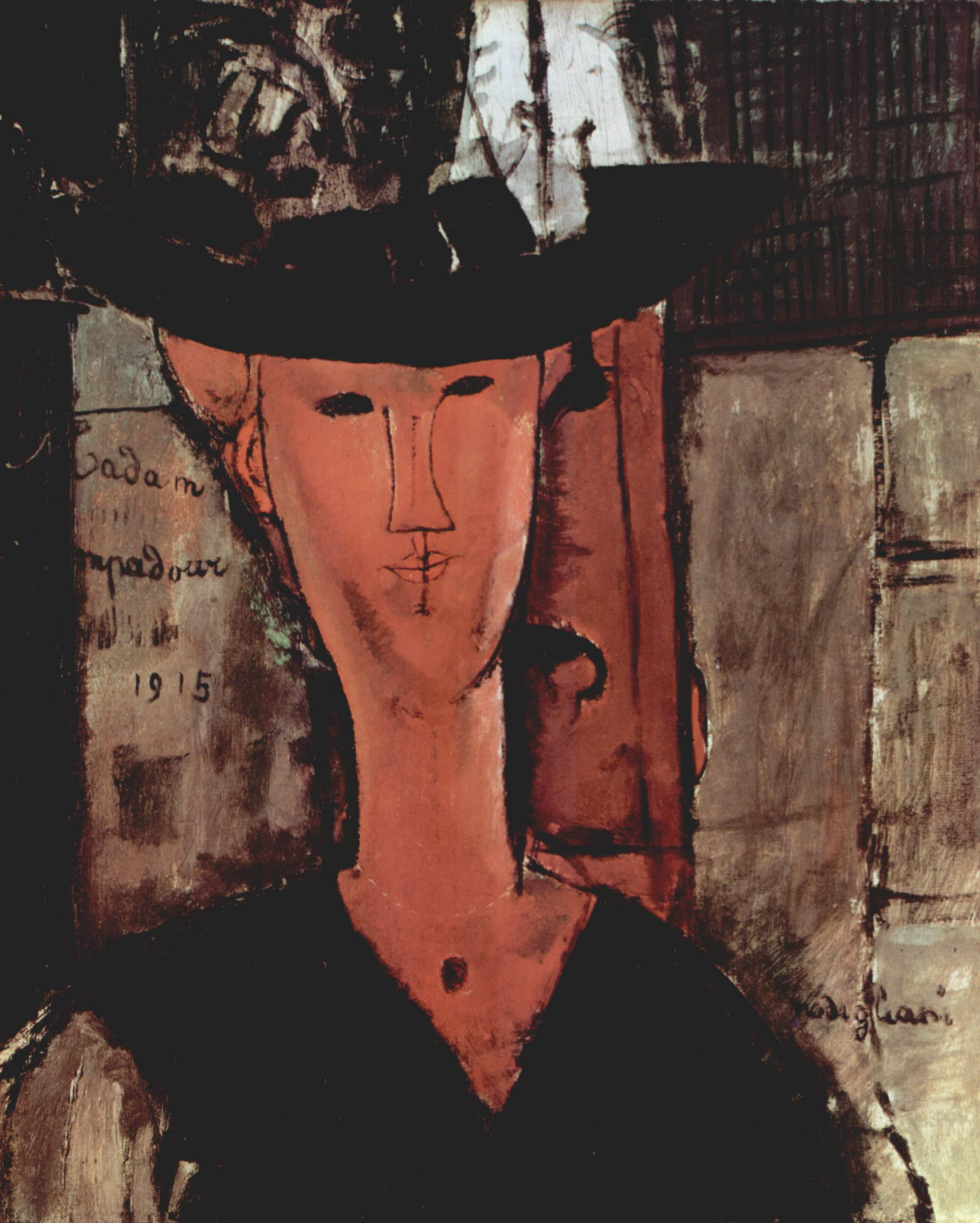
Amedeo Modigliani, Madame Pompadour

## Ampliación
El museo ha anunciado recientemente una inversión de 350.000.000 $ para ampliar el edificio. La estructura, diseñada por Renzo Piano, contendrá las obras modernas del museo, que pueden competir con el otro museo importante del arte de la ciudad: el Museo de arte contemporáneo. El museo espera que la nueva ampliación aumentará la atención a las colecciones del siglo XX, las cuales incluyen importantes pinturas de Picasso como El viejo Guitarrista, la de Matisse Los bañistas en el río y la de René Magritte El tiempo paralizado. Los directivos del museo creen que su colección moderna es la tercera más importante en el mundo, después el del Museo de arte moderno y el centro Georges Pompidou. La colección moderna ha sido eclipsada en el pasado por la extraordinaria colección del siglo XIX del museo. La ampliación también incluirá un patio diseñado por Gustafson Guthrie Nichol.

## La colección de Terra
Desde abril de 2005, aproximadamente cincuenta pinturas de la colección del museo Terra (ahora la fundación de Terra) han estado originalmente en préstamo en el departamento de arte estadounidense en el museo de Chicago (AIC). Las colecciones del Terra y del museo están situadas en unas galerías y salas nuevas y juntas proporcionan una de las presentaciones más comprensivas de todo el país sobre el arte estadounidense. La colección de la fundación de trabajos estadounidenses sobre papel se encuentra en el departamento de impresiones y de dibujos, en el museo.

## Swami Vivekananda
El instituto de arte de Chicago también fue el lugar en donde el famoso monje hindú Swami Vivekananda se dirigió al parlamento de las religiones del mundo en 1893. El 11 de septiembre de 1995, el instituto de arte instaló una placa de bronce para conmemorar el discurso histórico de Swami Vivekananda . La placa dice:

En este sitio entre el 11 y 27 de septiembre de 1893, Swami Vivekananda (1863-1902), el primer monje hindú de la India en enseñar Vedanta en América, se dirigió al parlamento del mundo de las religiones, llevado a cabo conjuntamente con la Exposición Mundial Colombina de Chicago. Su éxito sin precedentes abrió el camino para el diálogo entre las religiones del este y oeste.

El 11 de noviembre de 1995, el tramo de la avenida de Míchigan que pasa delante del instituto de arte se denominó formalmente con el honorario nombre de Vía de Swami Vivekananda.